# Tôn giáo tại Hoa Kỳ
Tôn giáo tại Hoa Kỳ (2016)
Tôn giáo tại Hoa Kỳ đặc trưng bởi sự đa dạng các niềm tin và thực hành tôn giáo. Theo các cuộc thăm dò ý kiến gần đây, 76% tổng số dân Hoa Kỳ nhận họ theo Kitô giáo (trong đó, 52% theo Tin Lành, 24% theo Công giáo Rôma), 1% theo Do Thái giáo và 1% theo Tin Lành. Theo một cuộc khảo sát khác, 40% nói rằng họ tham dự các buổi lễ gần như mỗi tuần hoặc nhiều hơn, và 58% nói rằng họ cầu nguyện ít nhất mỗi tuần.
Đa số người Mỹ cho biết tôn giáo giữ một vai trò "rất quan trọng" trong cuộc sống của mình, một tỷ lệ bất thường tại một nước phát triển. Nhiều tôn giáo đã nở rộ tại Hoa Kỳ, kể cả các tôn giáo được bắt nguồn từ đây và các tôn giáo được các người nhập cư đưa vào sau này; vì thế, Hoa Kỳ là một trong những nước có tôn giáo đa dạng nhất.
Theo cuộc khảo sát "Nhận thức Tôn giáo người Mỹ" thì số người nhận định họ theo Kitô giáo đã giảm từ 86% xuống còn 77%, Do Thái giáo giảm số lượng nhỏ, số lượng người theo đạo Hồi tăng gấp đôi, Ấn Độ giáo và Phật giáo cũng gia tăng số lượng  Những tôn giáo như Phật giáo, Ấn Độ giáo, Hồi giáo, và Do Thái giáo gộp lại chiếm khoảng 3,9% đến 5,5% dân số người đã trưởng thành tại Mỹ.
Thêm vào đó, 15% dân số đã trưởng thành tự nhận rằng họ không có tín ngưỡng hay tôn giáo. Khi được hỏi, khoảng 5,2% nói rằng họ không biết hoặc không trả lời. Theo Thăm dò Nhận thức Tôn giáo, tín ngưỡng có nhiều sự khác nhau trên khắp đất nước: 59% người Mỹ ở các tiểu bang miền Tây cho rằng họ tin vào Thiên Chúa, trong khi ở miền Nam (mệnh danh là "Vành đai Kinh Thánh"), con số này cao đến 86%.
Tu chính án thứ nhất của Hiến pháp Hoa Kỳ khẳng định: "Quốc hội sẽ không ban hành một đạo luật nào nhằm thiết lập tôn giáo hoặc ngăn cấm tự do tín ngưỡng, tự do ngôn luận, báo chí và quyền của dân chúng được hội họp và kiến nghị Chính phủ sửa chữa những điều gây bất bình." Điều này đảm bảo việc tự do thực hành tôn giáo nhưng đồng thời ngăn chặn việc chính phủ thiết lập tôn giáo quốc gia. Tối cao Pháp viện đã giải thích đây là việc ngăn không cho chính phủ có bất cứ thẩm quyền nào trong tôn giáo.

## Lịch sử
Từ lúc Mỹ vẫn còn là thuộc địa, khi người nhập cư từ Anh và Đức đã đến Mỹ để tìm tự do tôn giáo, Mỹ đã chịu ảnh hưởng sâu sắc từ tôn giáo. Sự ảnh hưởng đó vẫn tiếp tục đến ngày nay, và được thể hiện trong văn hóa, cuộc sống xã hội, và chính trị.
Một số trong Mười ba thuộc địa đầu tiên được thành lập bởi những người muốn được hành đạo mà không bị kỳ thị: Thuộc địa Vịnh Masachusetts bởi tín hữu Thanh giáo Anh, Pennsylvania bởi những tín hữu Quaker, Maryland bởi những tín hữu Công giáo, và Virginia bởi những tín hữu Anh giáo. Mặc dù vậy, và do hậu quả của việc can thiệp xung đột tôn giáo và sự thiên vị tôn giáo ở Anh quốc. Đạo luật trồng trọt 1740 đưa ra chính sách chính thức cho những người nhập cư mới đến Anh Quốc cho đến khi xảy ra cuộc Cách mạng Hoa Kỳ.
Văn bản tu chính án thứ nhất của Hiến pháp Hoa Kỳ nói rằng "Quốc hội sẽ không có đạo luật tôn trọng việc thành lập tôn giáo, hoặc cấm việc tự do hành động, hoặc giảm bớt quyền tự do ngôn luận, báo chí, hoặc quyền của người dân biểu tình hội họp ôn hòa, và kiến nghị Chính phủ giải quyết những bất bình. " Điều này đảm bảo việc thực hiện tự do tôn giáo trong khi cũng ngăn cản chính phủ thiết lập một tôn giáo hay quốc giáo của nhà nước. Tuy nhiên, các tiểu bang không bị ràng buộc bởi các điều khoản này và vào cuối thập niên năm 1830 thì tiểu bang Massachusetts đã cấp tiền thuế cho các nhà thờ giáo phận địa phương. Tòa án tối cao kể từ những năm 1940 đã giải thích bản tu chính án thứ 14 như áp dụng tu chính án đệ nhất cho chính quyền tiểu bang và địa phương.
Tổng thống John Adams và một Thượng viện đã nhất trí thông qua Hiệp ước Tripoli vào năm 1797 để tuyên bố rằng: "Chính phủ Hoa Kỳ không phải, dựa trên bất kỳ ý nghĩa nào, được tạo ra trên đức tin căn bản của Kitô giáo.
Từ khi thành lập, Hoa Kỳ đã được gọi là một quốc gia Tin Lành thông qua nhiều nguồn.
Theo các cuộc điều tra năm 2002 của Trung tâm Nghiên cứu Pew, gần 6/10 người Mỹ cho rằng tôn giáo đóng một vai cực kỳ trò quan trọng trong cuộc sống của họ, so với 33% ở Anh, 27% ở Ý, 21% ở Đức, 12% ở Nhật, và 11% ở Pháp. Báo cáo khảo sát cho biết kết quả cho thấy quốc gia Mỹ có khá nhiều điểm tương đồng so với các quốc gia đang phát triển (trong đó tỷ lệ phần trăm cao hơn nói rằng tôn giáo đóng một vai trò rất quan trọng) so với các quốc gia giàu có khác, nơi mà tôn giáo đóng một vai trò rất là nhỏ bé.

## Tôn giáo và chính trị
Vào tháng 8 năm 2010, 67% người Mỹ cho rằng tôn giáo đang mất dần sự ảnh hưởng, so với 59% người trả lời vào năm 2006. Đa số những người da trắng thuộc hệ phái Tin lành evangelical (79%), người da trắng thuộc những hệ phái tin lành dòng chính (67%), người tin lành da đen (56%), người Công giáo (71%), và những người không liên quan đến tôn giáo (62%) đều đồng ý cho rằng tôn giáo đang mất đi sự ảnh hưởng đến cuộc sống của người Mỹ; 53% trong tổng số công chúng Hoa Kỳ cho biết đây là một điều xấu, trong khi đó thì chỉ có 10% người Mỹ xem đó là một điều tốt.
Các chính trị gia thường thảo luận về tôn giáo của họ khi họ đang vận động tranh cử, và những người theo chủ nghĩa cực đoan và các người theo đạo Tin Lành có tần suất hoạt động chính trị rất cao. Tuy nhiên, để duy trì tư cách là tổ chức được miễn thuế, họ không được chính thức xác nhận làm ứng cử viên. Trong lịch sử, người Công giáo chủ yếu bầu cho Đảng Dân chủ (Hoa Kì) trước những năm 1970, trong khi những người theo đạo Tin Lành thì vốn là cốt lõi của Đảng Cộng hòa. Những mô hình này đã biến mất - người Công giáo, hiện tại bây giờ thì chia ra khoảng 50-50 cho hai đảng chính. Tuy nhiên, các evangelical người da trắng từ năm 1980 đã tạo thành một nhóm Cộng Hòa vững chắc ủng hộ cho các ứng cử viên bảo thủ. Các cử tri thế tục ngày càng bỏ phiếu ủng hộ cho Đảng Dân chủ.
Chỉ có ba ứng cử viên tổng thống Hoa Kỳ cho các đảng lớn mà chủ yếu thành viên là người Công giáo, tất cả còn lại là cho đảng Dân chủ:
- Alfred E. Smith vào cuộc bầu cử tổng thống năm 1928 đã bị mất lợi thế vì những người Mỹ có tư tưởng bài Công giáo, điều này đã gây tổn thương nghiêm trọng cho ông ta trong các khu vực Baptist ở miền nam và vùng Lutheran thuộc vùng Trung Tây, nhưng ông ta làm tốt ở các thành trì của thành phố Công giáo ở vùng Đông Bắc.
- John F. Kennedy nắm giữ chiếc ghế vững chắc để trở thành ứng cử viên tổng thống của đảng Dân chủ vào năm 1960. Trong cuộc bầu cử năm 1960, Kennedy đã phải đối mặt với các cáo buộc rằng ông là một tổng thống Công giáo và ông sẽ làm những gì mà Đức Thánh Cha nói với ông là nên làm, một cáo buộc mà Kennedy đã bác bỏ trong một vù rùng beng nổi tiếng đối với các bộ trưởng Tin Lành.
- John Kerry, một người Công giáo, đã giành được đề cử của tổng thống đảng Dân chủ năm 2004. Trong cuộc bầu cử năm 2004, tôn giáo hầu như không thành vấn đề gì, và đa số người Công giáo đã bỏ phiếu cho ứng cử viên đối thủ của ông là George W. Bush.[21]

Joe Biden là phó tổng thống Mỹ Công giáo đầu tiên trong lịch sử Mỹ.
Joe Lieberman là ứng cử viên tổng thống người Do Thái đầu tiên trong lịch sử Hoa Kỳ trong chiến dịch Al Gore-Lieberman năm 2000 (mặc dù cả hai người đàn ông John Kerry và Barry Goldwater đều có tổ tiên là người Do Thái, họ đang thực hành đức tin Kitô giáo trong vai trò là người Kitô hữu). Bernie Sanders đã tranh cử chống lại đối thủ đáng gờm Hillary Clinton trong bầu cử ứng cử viên làm tổng thống Mỹ trong nội bộ phe Dân chủ năm 2016. Bernie Sanders là ứng cử viên chính đầu tiên mà là người Do Thái tham dự vào tiến trình đề cử ứng cử viên tổng thống. Tuy nhiên, Sanders cho công chúng biết trong chiến dịch rằng ông không tích cực thực hành bất kỳ tôn giáo nào cả.
Năm 2006 Keith Ellison của Minnesota trở thành người Hồi giáo đầu tiên được bầu vào Quốc hội; khi tái áp dụng lời thề của mình cho các bức ảnh, ông đã sử dụng bản sao của kinh Qur'an từng thuộc quyền sở hữu của Thomas Jefferson. André Carson là người Hồi giáo thứ hai phục vụ trong Quốc hội Hoa Kỳ.
Một cuộc thăm dò của Gallup phát hành năm 2007 chỉ ra rằng 53% người Mỹ sẽ từ chối bỏ phiếu cho ứng cử viên vô thần làm tổng thống Hoa Kỳ, tăng từ 48% vào năm 1987 và 1999. Tuy nhiên, con số này bắt đầu giảm trở lại và đạt mức thấp kỷ lục 43% vào năm 2012 và 40% vào năm 2015.
Mitt Romney, ứng cử viên tổng thống của đảng Cộng hòa vào năm 2012, là tín hữu Mormon và là đệ tử của Giáo hội các Thánh hữu Ngày sau của Chúa Giê Su Ky Tô. Ông là cựu thống đốc của bang Massachusetts, và cha của ông là George Romney là thống đốc của bang Michigan. Gia tộc Romneys đã tham gia tôn giáo Mormon trong tiểu bang của họ và ở trong tiểu bang Utah.
Vào ngày 3 tháng 1 năm 2013, Tulsi Gabbard trở thành thành viên Quốc hội người Hindu đầu tiên, sử dụng một bản sao của kinh thánh tiếng Phạn Bhagavad Gita trong khi tuyên thệ.

## Thành viên báo cáo bởi các giáo đoàn

### Các thành viên của hội thánh
Bảng dưới đây chủ yếu dựa vào dữ liệu được báo cáo bởi từng cá nhân được dò hỏi theo Niên giám Giáo hội Mỹ và Canada, và được xuất bản năm 2011 bởi Hội đồng các Nhà thờ của Chúa Kitô ở Hoa Kỳ. Báo cáo này chỉ bao gồm các cơ quan tôn giáo với 60.000 thành viên trở lên. Định nghĩa của một thành viên được xác định bởi mỗi cơ quan tôn giáo.
| Hội thánh                                                  | Năm báo cáo | Nơi thờ lạy được báo cáo | Đệ tử (số ngàn) | Số lượng mục sư |
| ---------------------------------------------------------- | ----------- | ------------------------ | --------------- | --------------- |
| African Methodist Episcopal Church                         | 1999        | -                        | 2,500           | 7,741           |
| African Methodist Episcopal Zion Church                    | 2002        | 3,226                    | 1,431           | 3,252           |
| American Baptist Association                               | 1998        | 1,760                    | 275             | 1,740           |
| American Baptist Churches USA                              | 1998        | 3,800                    | 1,507           | 4,145           |
| Antiochian Orthodox Christian Archdiocese of North America | 1998        | 220                      | 65              | 263             |
| Giáo hội Tông truyền Armenia                               | 1998        | 28                       | 200             | 25              |
| Assemblies of God USA                                      | 2009        | 12,371                   | 2,914           | 34,504          |
| Baptist Bible Fellowship International                     | 1997        | 4,500                    | 1,200           | –               |
| Baptist General Conference                                 | 1998        | 876                      | 141             | –               |
| Baptist Missionary Association of America                  | 1999        | 1,334                    | 235             | 1,525           |
| Hội Truyền giáo Phúc âm Liên hiệp                          | 1998        | 1,964                    | 346             | 1,629           |
| Plymouth Brethren Christian Church                         | 1997        | 1,150                    | 100             | –               |
| Christian Church (Disciples of Christ)                     | 1997        | 3,818                    | 879             | 3,419           |
| Christian churches and churches of Christ                  | 1998        | 5,579                    | 1,072           | 5,525           |
| Christian Congregation, Inc., The                          | 1998        | 1,438                    | 117             | 1,436           |
| Christian Methodist Episcopal Church                       | 1983        | 2,340                    | 719             | –               |
| Christian Reformed Church in North America                 | 1998        | 733                      | 199             | 655             |
| Church of God in Christ                                    | 1991        | 15,300                   | 5,500           | 28,988          |
| Church of God of Prophecy                                  | 1997        | 1,908                    | 77              | 2,000           |
| Church of God (Anderson, Indiana)                          | 1998        | 2,353                    | 234             | 3034            |
| Church of God (Cleveland, Tennessee)                       | 1995        | 6,060                    | 753             | 3,121           |
| The Church of Jesus Christ of Latter-day Saints (Mormons)  | 2006        | 13,010                   | 5,779           | 39,030          |
| Church of the Brethren                                     | 1997        | 1,095                    | 141             | 827             |
| Church of the Nazarene                                     | 1998        | 5,101                    | 627             | 4,598           |
| Churches of Christ                                         | 1999        | 15,000                   | 1,500           | 14,500          |
| Conservative Baptist Association of America                | 1998        | 1,200                    | 200             | –               |
| Community of Christ                                        | 1998        | 1,236                    | 140             | 19,319          |
| Giáo hội Chính thống giáo Copt                             | 2003        | 200                      | 1,000           | 200             |
| Cumberland Presbyterian Church                             | 1998        | 774                      | 87              | 634             |
| Episcopal Church                                           | 1996        | 7,390                    | 2,365           | 8,131           |
| Evangelical Covenant Church, The                           | 1998        | 628                      | 97              | 607             |
| Evangelical Free Church of America, The                    | 1995        | 1,224                    | 243             | 1,936           |
| Evangelical Lutheran Church in America                     | 1998        | 10,862                   | 5,178           | 9,646           |
| Evangelical Presbyterian Church                            | 1998        | 187                      | 61              | 262             |
| Free Methodist Church of North America                     | 1998        | 990                      | 73              | –               |
| Full Gospel Fellowship                                     | 1999        | 896                      | 275             | 2,070           |
| General Association of General Baptists                    | 1997        | 790                      | 72              | 1,085           |
| General Association of Regular Baptist Churches            | 1998        | 1,415                    | 102             | –               |
| U.S. Conference of Mennonite Brethren Churches             | 1996        | 368                      | 82              | 590             |
| Grace Gospel Fellowship                                    | 1992        | 128                      | 60              | 160             |
| Greek Orthodox Archdiocese of America                      | 1998        | 523                      | 1,955           | 596             |
| Independent Fundamental Churches of America                | 1999        | 659                      | 62              | –               |
| International Church of the Foursquare Gospel              | 1998        | 1,851                    | 238             | 4,900           |
| International Council of Community Churches                | 1998        | 150                      | 250             | 182             |
| International Pentecostal Holiness Church                  | 1998        | 1,716                    | 177             | 1,507           |
| Nhân Chứng Giê-hô-va                                       | 2011        | 13,309                   | 1,200           | –               |
| Lutheran Church–Missouri Synod                             | 1998        | 6,218                    | 2,594           | 5,227           |
| Mennonite Church USA                                       | 2005        | 943                      | 114             | –               |
| National Association of Congregational Christian Churches  | 1998        | 416                      | 67              | 534             |
| National Association of Free Will Baptists                 | 1998        | 2,297                    | 210             | 2,800           |
| National Baptist Convention of America, Inc.               | 1987        | 2,500                    | 3,500           | 8,000           |
| National Baptist Convention, USA, Inc.                     | 1992        | 33,000                   | 8,200           | 32,832          |
| National Missionary Baptist Convention of America          | 1992        | –                        | 2,500           | –               |
| Old Order Amish Church                                     | 1993        | 898                      | 81              | 3,592           |
| Orthodox Church in America                                 | 1998        | 625                      | 28              | 700             |
| Pentecostal Assemblies of the World, Inc.                  | 1998        | 1,750                    | 1,500           | 4,500           |
| Pentecostal Church of God                                  | 1998        | 1,237                    | 104             | –               |
| Presbyterian Church in America                             | 1997        | 1,340                    | 280             | 1,642           |
| Hội Thánh Tin Lành Trưởng Lão (Hoa Kỳ)                     | 1998        | 11,260                   | 3,575           | 9,390           |
| Progressive National Baptist Convention, Inc.              | 1995        | 2,000                    | 2,500           | –               |
| Reformed Church in America                                 | 1998        | 902                      | 296             | 915             |
| Conservative Friends (Quakers)                             | 1994        | 1,200                    | 104             | –               |
| Công giáo tại Hoa Kỳ                                       | 2002        | 19,484                   | 66,404          | –               |
| Romanian Orthodox Episcopate                               | 1996        | 37                       | 65              | 37              |
| Cứu Thế Quân                                               | 1998        | 1,388                    | 471             | 2,920           |
| Serbian Orthodox Church                                    | 1986        | 68                       | 67              | 60              |
| Giáo hội Cơ Đốc Phục Lâm                                   | 1998        | 4,405                    | 840             | 2,454           |
| Southern Baptist Convention                                | 1998        | 40,870                   | 16,500          | 71,520          |
| United Church of Christ                                    | 1998        | 6,017                    | 1,421           | 4,317           |
| United Methodist Church                                    | 1998        | 36,170                   | 8,400           | –               |
| Wesleyan Church                                            | 1998        | 1,590                    | 120             | 1,806           |
| Wisconsin Evangelical Lutheran Synod                       | 1997        | 1,240                    | 411             | 1,222           |

### Khảo sát của Hiệp hội Lưu trữ Dữ liệu Tôn giáo

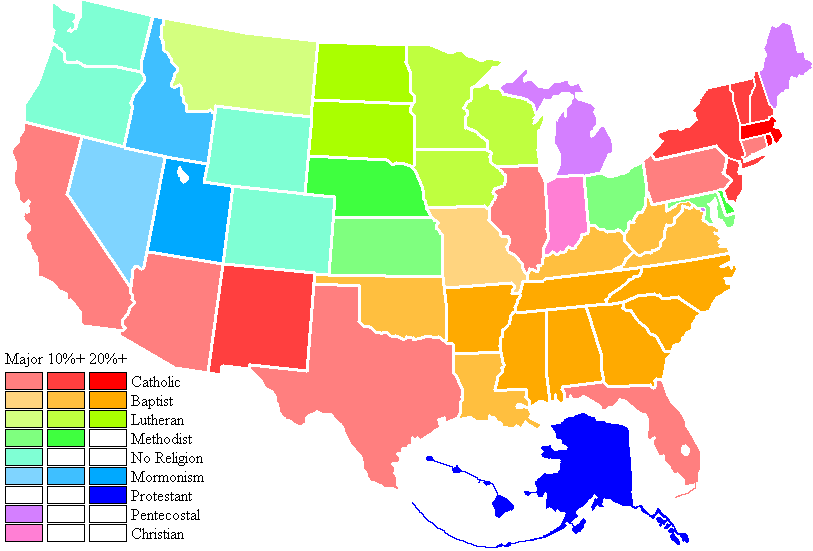
Tỷ lệ phần trăm tôn giáo so với mức trung bình, 2001

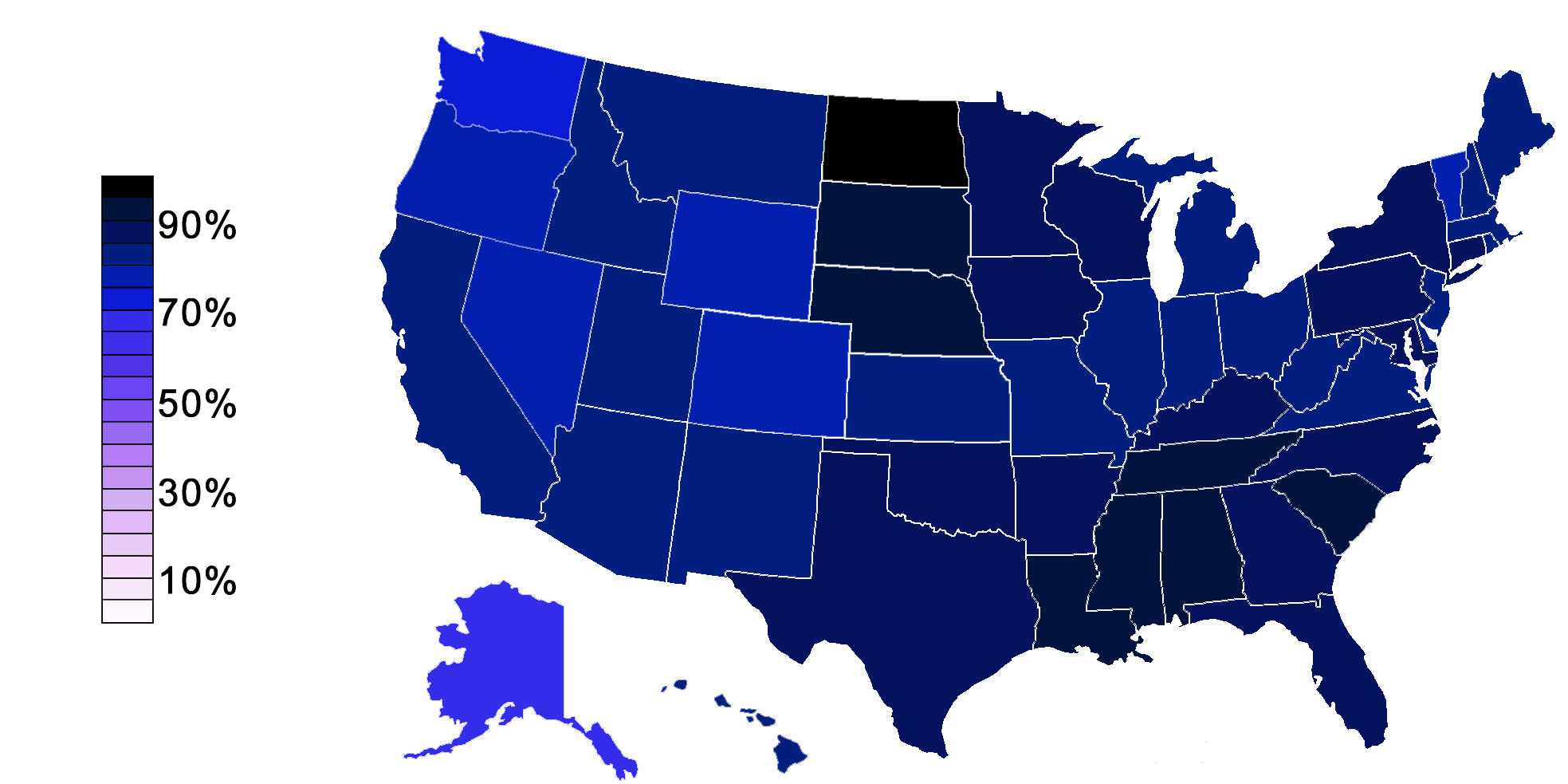
Phần trăm dân số nhà nước xác định với một tôn giáo hơn là "không tôn giáo", 2001

Nhiều sự ưu tiên tôn giáo theo tiểu bang, năm 2001. Dữ liệu không tồn tại cho Alaska và Hawaii.

Hiệp hội Lưu trữ Dữ liệu Tôn giáo (ARDA) đã khảo sát các hội dòng về thành viên của họ. Các nhà thờ đã được hỏi về số thành viên của họ. Những điều chỉnh đã được thực hiện đối với các giáo đoàn không đáp ứng và đối với các nhóm tôn giáo chỉ báo cáo thành viên là người trưởng thành. ARDA ước tính rằng hầu hết các nhà thờ không đáp ứng là các cộng đoàn Tin Lành da đen. Sự khác biệt đáng kể trong các kết quả từ các cơ sở dữ liệu khác bao gồm sự biểu hiện thấp hơn của các học viên 1) tất cả các loại (62,7%), 2) Kitô hữu (59,9%), 3) Tin Lành (ít hơn 36%); và số lượng lớn hơn của tín đồ không giáo phái (37,3%).
| Nhóm tôn giáo                                                       | Số lượng trong năm 2010 | % in year 2010 |
| ------------------------------------------------------------------- | ----------------------- | -------------- |
| Dân số Mỹ năm 2010                                                  | 308,745,538             | 100.0%         |
| Evangelical Tin Lành                                                | 50,013,107              | 16.2%          |
| Tin lành dòng chính                                                 | 22,568,258              | 7.3%           |
| Tin Lành Đen                                                        | 4,877,067               | 1.6%           |
| Tổng số đệ tử tin lành                                              | 77,458,432              | 25.1%          |
| Công giáo                                                           | 58,934,906              | 19.1%          |
| Chính Thống                                                         | 1,056,535               | 0.3%           |
| adherents (unadjusted)                                              | 150,596,792             | 48.8%          |
| không có người nhận                                                 | 158,148,746             | 51.2%          |
| khác – bao gồm Mormon & khoa học gia Ki tô hữu                      | 13,146,919              | 4.3%           |
| Giáo hội các Thánh hữu Ngày sau của Chúa Giê Su Ky Tô (Mormon, LDS) | 6,144,582               | 2.0%           |
| khác – không bao gồm Mormon                                         | 7,002,337               | 2.3%           |
| ước tính người Do Thái                                              | 6,141,325               | 2.0%           |
| ước tính Phật Tử                                                    | 2,000,000               | 0.7%           |
| ước tính người Hồi giáo                                             | 2,600,082               | 0.8%           |
| ước tính người Hindu                                                | 400,000                 | 0.4%           |
| Nguồn: ARDA                                                         |                         |                |

## Tự do tôn giáo

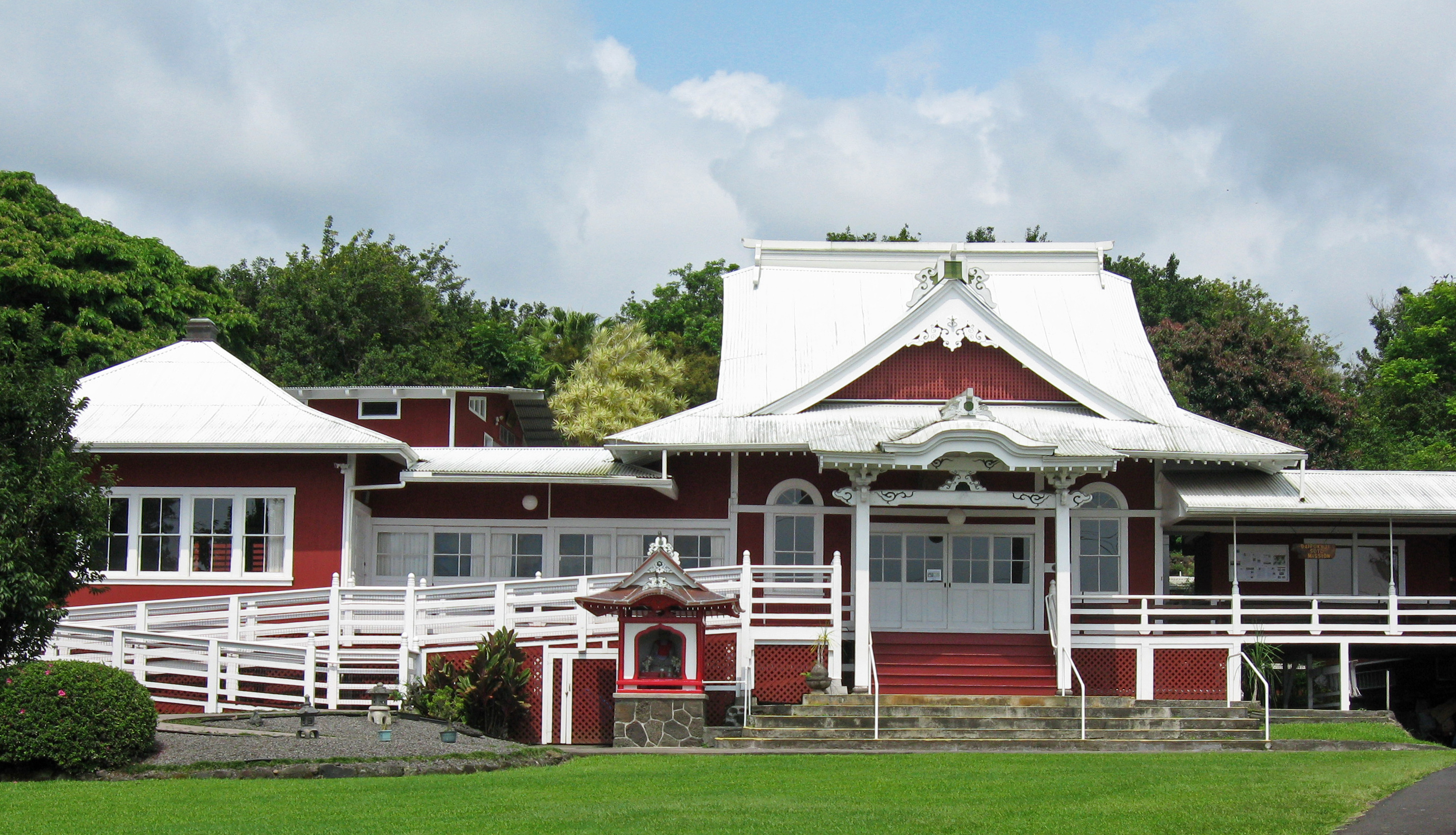
Chùa Daifukuji Soto Zen Mission ở Hawaii (đảo)

Mặc dù một số tiểu bang ở vùng New England tiếp tục dùng tiền thuế vào ngân quỹ của các giáo hội cho đến thập niên 1830, Hoa Kỳ là quốc gia đầu tiên không có quốc giáo.
Theo mô hình của Luật Tự do Tôn giáo Virginia, những người viết Hiến pháp đã loại bỏ bất cứ tiêu chuẩn tôn giáo nào cho các chức vụ trong chính quyền, và Tu chính án thứ nhất đã cụ thể cấm Chính phủ liên bang ban hành luật thiết lập tôn giáo hay cấm hành đạo. Vì thế, các tổ chức và cơ quan tôn giáo không bị chính quyền quấy nhiễu. Quyết định này là do sự ảnh hưởng từ các quan niệm Duy lý là Kháng cách từ châu Âu, nhưng một phần là do các nhóm tôn giáo nhỏ và các tiểu bang nhỏ lo ngại rằng họ sẽ bị thống trị bởi một quốc giáo không đại diện họ.

## Vị thế của chính phủ
Bản tu chính án thứ nhất đảm bảo cho việc thực hành tự do tôn giáo và việc không thiên vị tôn giáo bởi chính phủ liên bang (các quyết định sau này của toà án đã đưa ra sự cấm đoán đó đối với các tiểu bang). Lời cam kết của Hoa Kỳ về lòng Trung thành đã được sửa đổi vào năm 1954 để bổ sung cụm từ "dưới lòng Thiên Chúa" để phân biệt thể chế quốc gia Hoa Kỳ khác với chế độ vô thần của các quốc gia do Liên bang Xô viết thành lập.
Nhiều vị tổng thống Mỹ thường tuyên bố tầm quan trọng của tôn giáo. Vào ngày 20 tháng 2 năm 1955, Tổng thống Dwight D. Eisenhower đã tuyên bố rằng "Công nhận Hữu thể tối cao là cách diễn đạt đầu tiên, cơ bản nhất của chủ nghĩa Hoa Kỳ". Tổng thống Gerald Ford đã đồng ý và lặp lại tuyên bố này vào năm 1974.

## Các tôn giáo chính
| Tôn giáo tại Hoa Kỳ | Tôn giáo tại Hoa Kỳ | Tôn giáo tại Hoa Kỳ | Tôn giáo tại Hoa Kỳ | Tôn giáo tại Hoa Kỳ |
| ------------------- | ------------------- | ------------------- | ------------------- | ------------------- |
| Tôn giáo            | Tôn giáo            |                     | percent             | percent             |
| Kitô giáo           | Kitô giáo           |                     | 78.5%               | 78.5%               |
| Không tôn giáo      | Không tôn giáo      |                     | 16.1%               | 16.1%               |
| Do Thái giáo        | Do Thái giáo        |                     | 1.7%                | 1.7%                |
| Phật giáo           | Phật giáo           |                     | 0.7%                | 0.7%                |
| Hồi giáo            | Hồi giáo            |                     | 0.6%                | 0.6%                |
| Ấn Độ giáo          | Ấn Độ giáo          |                     | 0.4%                | 0.4%                |
| Tôn giáo khác       | Tôn giáo khác       |                     | 2%                  | 2%                  |

- Kitô giáo: (59,9%[31]) đến 76,0%[5])
- Không tôn giáo, kể cả vô thần hay bất khả tri (15,0%[5] đến 37,3%[31]
- Do Thái giáo (1,2%[5] đến 2,2%[31]
- Hồi giáo (0,6%[5][6][7][31] đến 2,6%[43])
- Phật giáo (0,5%[5] đến 0,9%[44]
- Ấn Độ giáo (0,4%)
- Khác (1,4%)

### Dữ liệu PROLADES

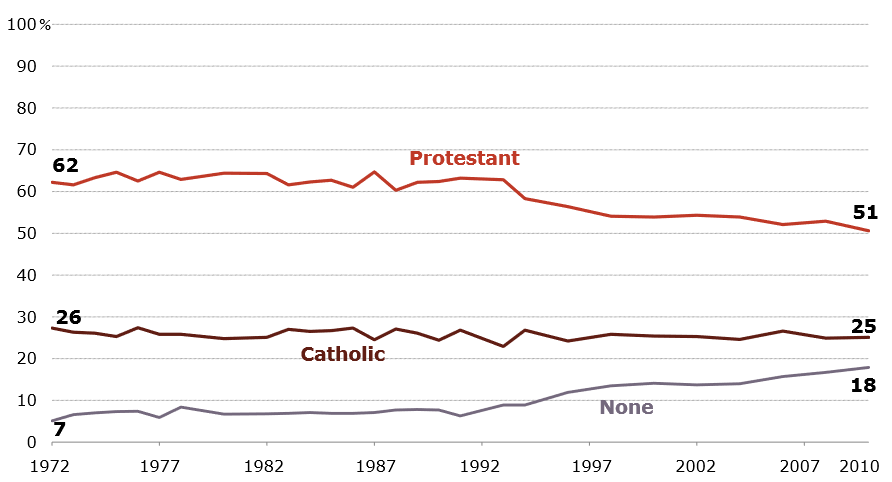
Biểu đồ thể hiện sự năng động của tam tôn giáo chính ở Hoa Kỳ từ năm 1972 đến năm 2010.

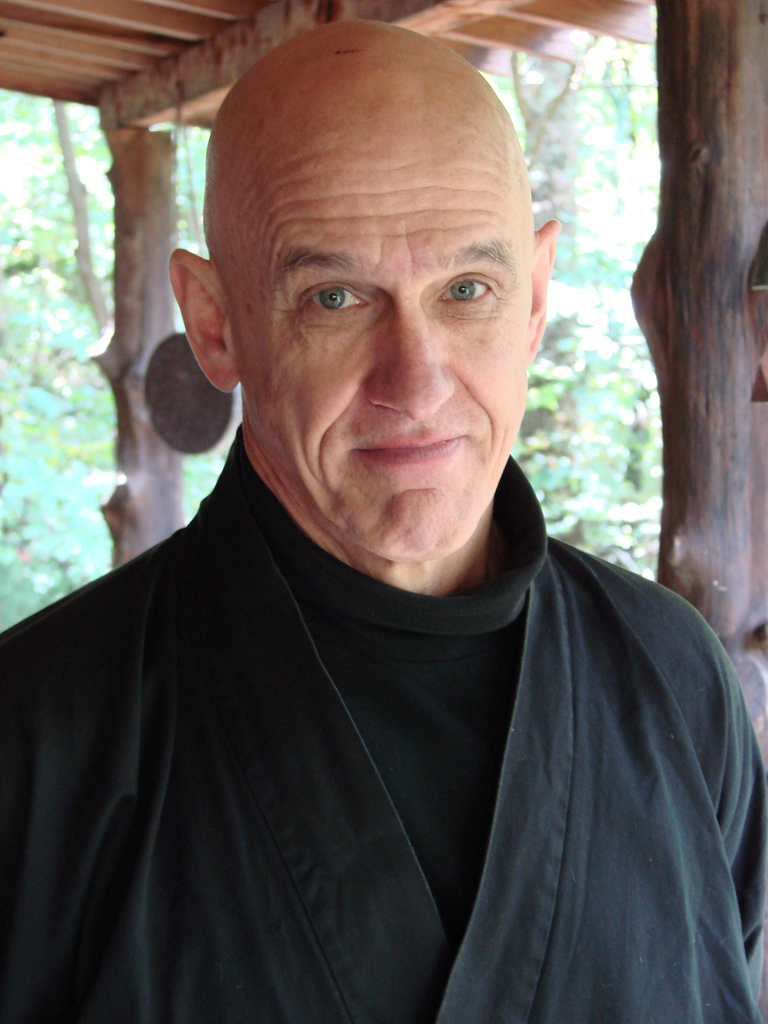
Thiền sư Phật giáo phái Thiền tông George Bowman

| Tôn giáo ở Hoa Kỳ (1962-2012) | Tôn giáo ở Hoa Kỳ (1962-2012) | Tôn giáo ở Hoa Kỳ (1962-2012) | Tôn giáo ở Hoa Kỳ (1962-2012) | Tôn giáo ở Hoa Kỳ (1962-2012) | Tôn giáo ở Hoa Kỳ (1962-2012) | Tôn giáo ở Hoa Kỳ (1962-2012)  |
| Năm                           | Ki tô giáo                    | Tin Lành                      | Công giáo                     | Các nhóm Ki tô giáo khác      | Các nhóm phi Ki tô giáo       | Không tôn giáo / Không trả lời |
| ----------------------------- | ----------------------------- | ----------------------------- | ----------------------------- | ----------------------------- | ----------------------------- | ------------------------------ |
| 1962                          | 93.0%                         | 70.0%                         | 23.0%                         | 0.0%                          | 5.0%                          | 2.0%                           |
| 1970                          | 91.0%                         | 65.0%                         | 26.0%                         | 0.0%                          | 4.0%                          | 7.0%                           |
| 1980                          | 89.3%                         | 61.0%                         | 28.0%                         | 0.3%                          | 2.0%                          | 3.0%                           |
| 1990                          | 86.2%                         | 59.4%                         | 26.5%                         | 0.3%                          | 3.2%                          | 7.5%                           |
| 1995                          | 85.0%                         | 56.0%                         | 27.0%                         | 1.0%                          | 7.0%                          | 8.0%                           |
| 2000                          | 76.5%                         | 53.9%                         | 21.4%                         | 1.2%                          | 2.6%                          | 13.2%                          |
| 2001                          | 78.7%                         | 52.2%                         | 24.5%                         | 2.9%                          | 3.7%                          | 14.2%                          |
| 2007                          | 78.5%                         | 51.3%                         | 23.9%                         | 3.3%                          | 5.4%                          | 16.1%                          |
| 2008                          | 78.0%                         | 52.9%                         | 25.1%                         | 3.1%                          | 3.9%                          | 17.2%                          |
| 2010                          | 78.5%                         | 52.7%                         | 23.2%                         | 2.6%                          | 2.2%                          | 17.4%                          |
| 2011                          | 75.6%                         | 48.3%                         | 25.2%                         | 2.8%                          | 4.4%                          | 21.0%                          |
| 2012                          | 77.3%                         | 51.9%                         | 23.3%                         | 2.1%                          | 4.9%                          | 18.2%                          |

### Dữ liệu báo cáo Pew Research Center

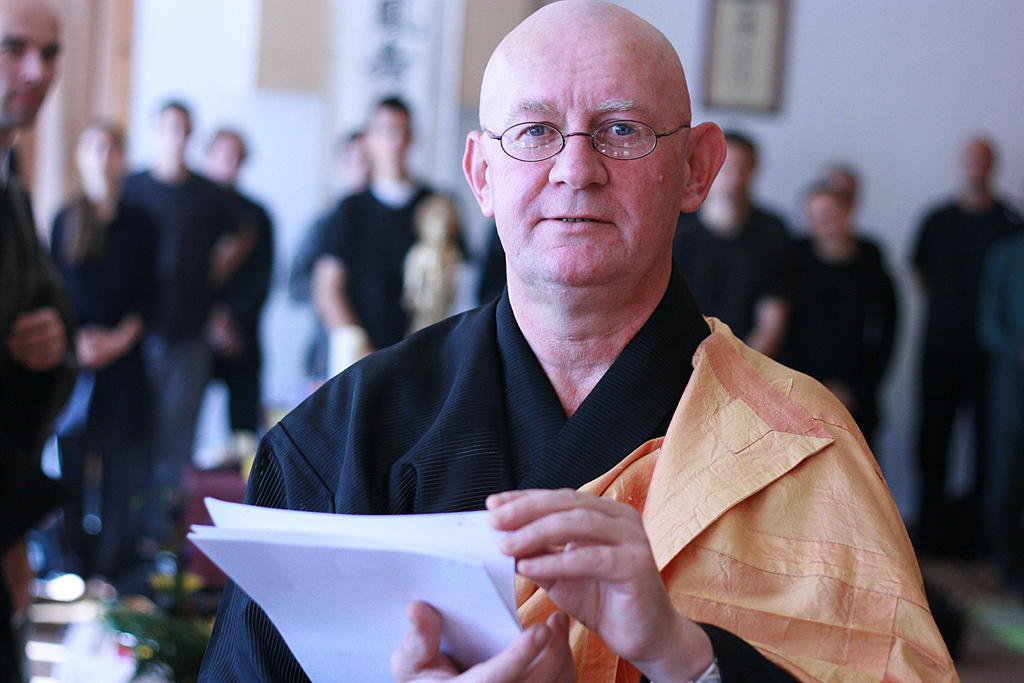
Sư phụ Phật giáo người Mỹ Kaisen

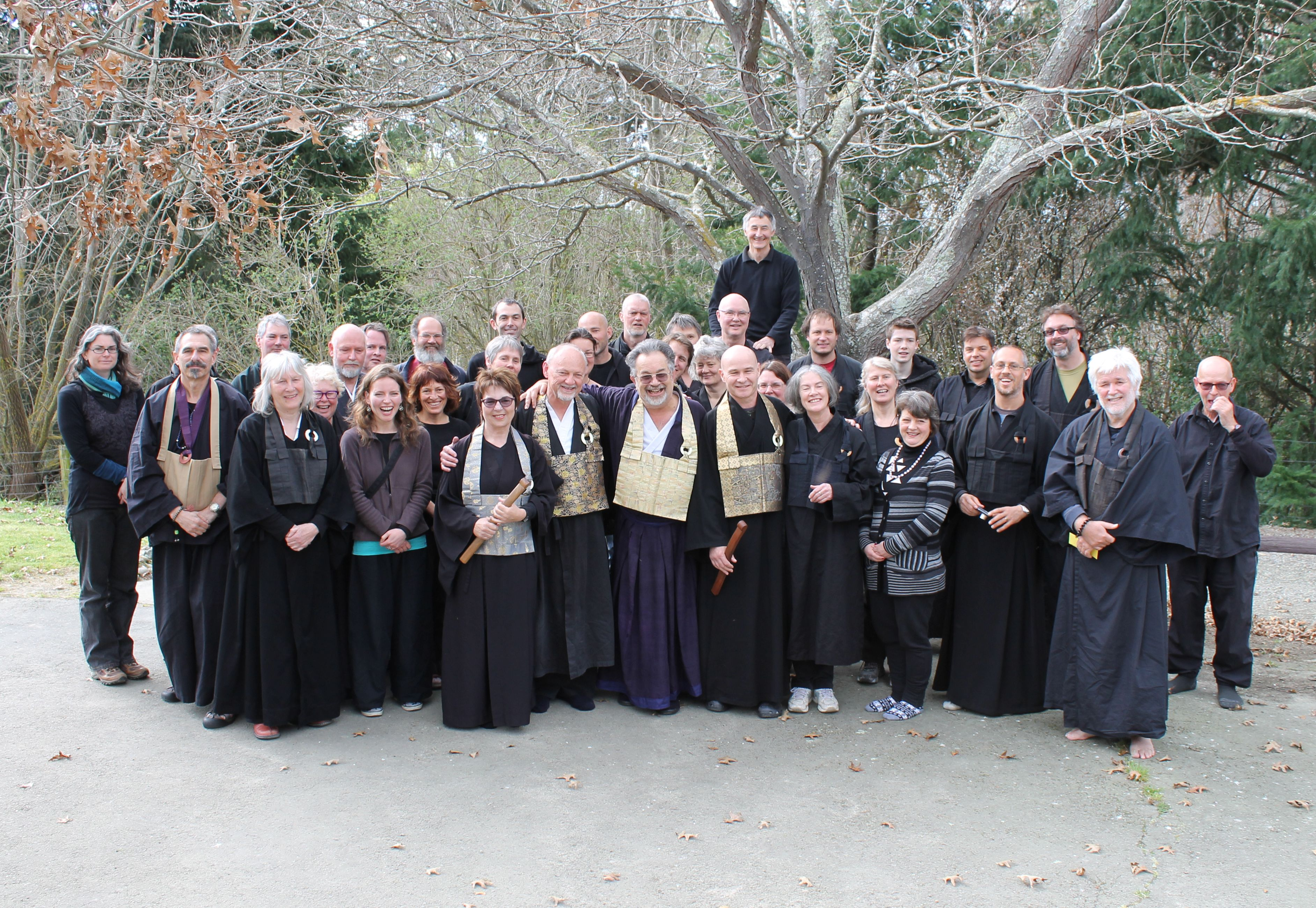
Các tăng lữ Phật giáo người Mỹ

Tôn giáo ở Hoa Kỳ theo Pew Research Center (2014)
| Hạng mục                         | % tổng dân số Mỹ | % tổng dân số Mỹ |
| -------------------------------- | ---------------- | ---------------- |
| Kitô giáo                        | 70.6             | 706              |
| Tin Lành                         | 46.5             | 465              |
| Phong trào Tin Lành              | 25.4             | 254              |
| Mainline Protestant              | 14.7             | 147              |
| Nhà thờ Đen                      | 6.5              | 65               |
| Công giáo                        | 20.8             | 208              |
| Mormon                           | 1.6              | 16               |
| Jehovah's Witnesses              | 0.8              | 8                |
| Chính thống giáo Đông phương     | 0.5              | 5                |
| Ki tô giáo phái khác             | 0.4              | 4                |
| Không tôn giáo                   | 22.8             | 228              |
| Không có gì đặc biệt             | 15.8             | 158              |
| Thuyết bất khả tri               | 4.0              | 40               |
| Vô thần                          | 3.1              | 31               |
| Phi Ki tô giáo                   | 5.9              | 59               |
| Do Thái giáo                     | 1.9              | 19               |
| Hồi giáo                         | 0.9              | 9                |
| Phật giáo                        | 0.7              | 7                |
| Ấn độ giáo                       | 0.7              | 7                |
| Các đức tin phi Kitô giáo khác   | 1.8              | 18               |
| Không biết / từ chối câu trả lời | 0.6              | 6                |
| Tổng cộng                        | 100              | 100              |

### Dữ liệu báo cáo Gallup, Inc.

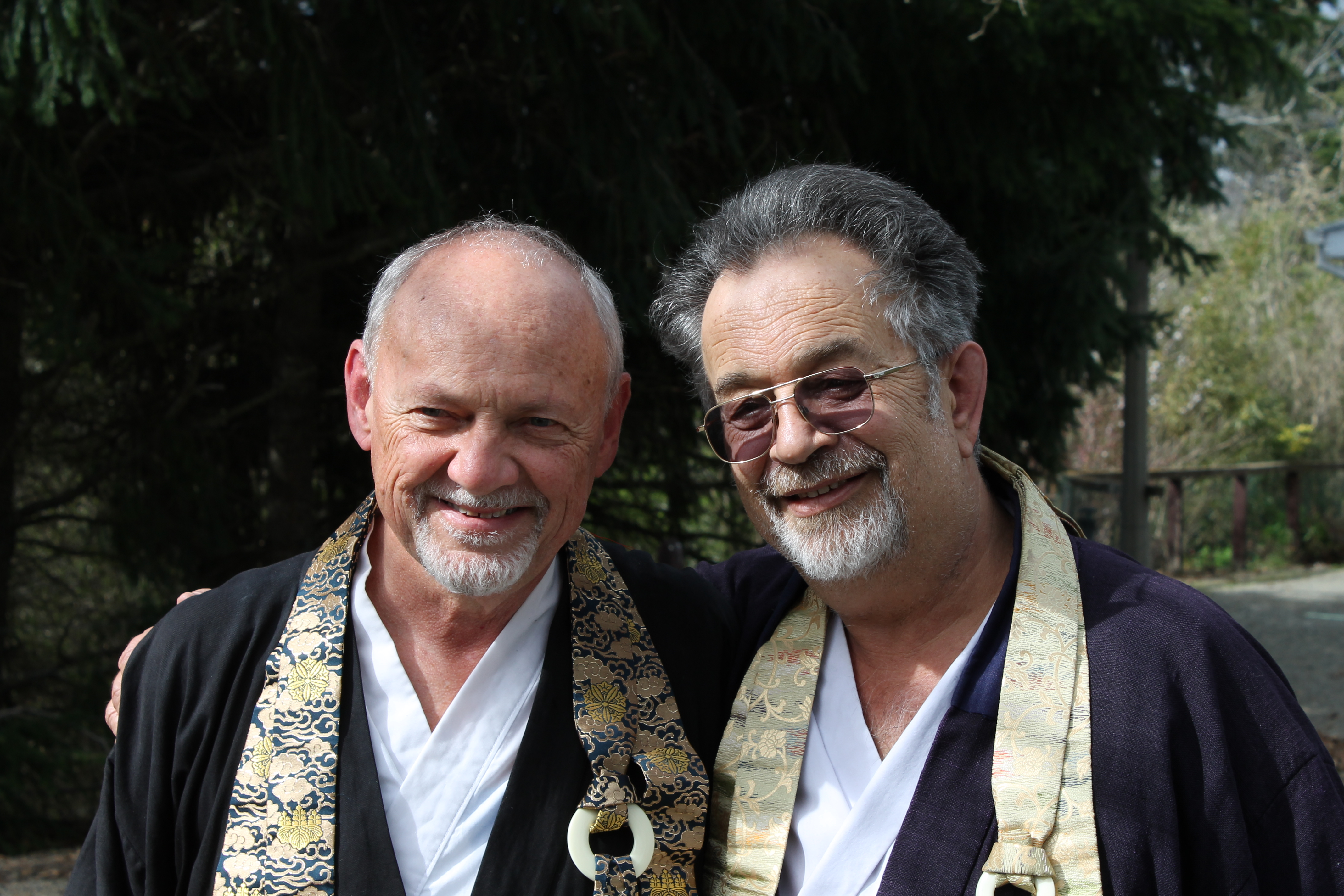
Hai thiền sư Phật tử Arthur Wells và Ross Bolleter

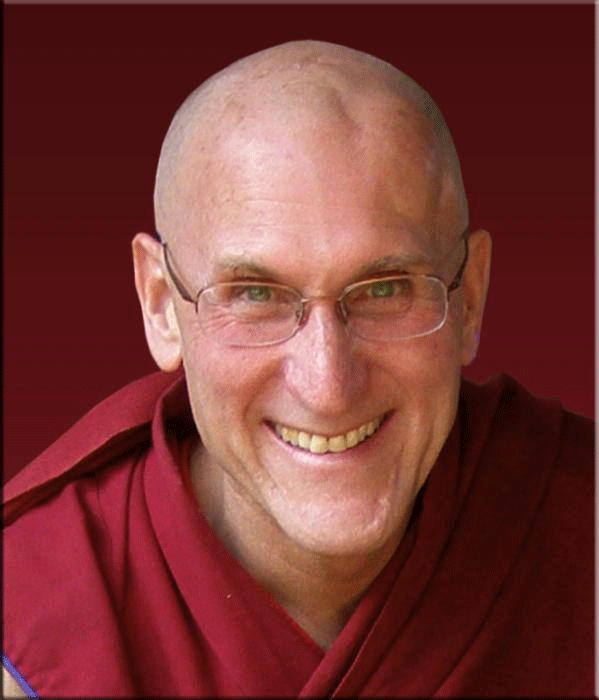
Tăng sư người Mỹ Phật giáo Tây Tạng Barry Kerzin, kiêm giáo sư bác sĩ ngành dược phẩm và Phật học

Tôn giáo tại Hoa Kỳ theo Gallup, Inc. (2016)
| Hạng mục                                  | % tổng dân số Mỹ | % tổng dân số Mỹ |
| ----------------------------------------- | ---------------- | ---------------- |
| Kitô giáo                                 | 73.7             | 737              |
| Tin Lành                                  | 48.9             | 489              |
| Công giáo                                 | 23.0             | 230              |
| Mormon                                    | 1.8              | 18               |
| Không tôn giáo/Vô thần/Thuyết bất khả tri | 18.2             | 182              |
| Phi Ki tô giáo                            | 5.4              | 54               |
| Do Thái giáo                              | 2.1              | 21               |
| Hồi giáo                                  | 0.8              | 8                |
| Các niềm tin phi Kitô giáo khác           | 2.5              | 25               |
| Không trả lời                             | 2.6              | 26               |
| Tổng cộng                                 | 100              | 100              |

## Tham dự lễ nhà thờ

Tỷ lệ tham dự lễ nhà thờ, nhà hội giáo đường, hoặc nhà thờ Hồi giáo theo tiểu bang(2009)

Một điều tra năm 2013 cho biết 31% người Mỹ tham dự các nghi lễ tôn giáo ít nhất là hàng tuần. Khảo sát được thực hiện bởi Viện Nghiên cứu Tôn giáo Công cộng với một lề sai số là 2,5.
Trong năm 2006, khảo sát Harris Poll trực tuyến online (họ đã nói rằng độ lớn của lỗi không thể ước tính do sai sót lấy mẫu, không đáp ứng, vv.. 2.010 người trưởng thành ở Mỹ đã được khảo sát) 26% trong số những người được khảo sát tham dự các buổi lễ tôn giáo "hàng tuần hoặc thường xuyên hơn", 9% đã đi "một hoặc hai lần một tháng", 21% đã đi "vài lần một năm", 3% đã đi "mỗi năm một lần", 22 % đã đi "ít hơn một lần trong năm", và 18% không bao giờ tham dự các buổi lễ tôn giáo.
Trong cuộc khảo sát quốc tế của Gallup năm 2009, 41,6% các công dân Mỹ cho biết họ đã tham dự một lễ trong nhà thờ, nhà hội hoặc nhà thờ Hồi giáo mỗi tuần một lần hoặc hầu như đều đặn mỗi tuần. Tỷ lệ này cao hơn hẳn so với các nước phương Tây khác. Sự tham dự lễ của nhà thờ rất khác nhau giữa các tiểu bang và các vùng miền. Theo các số liệu, cập nhật đến năm 2014, dao động từ 51% ở Utah đến 17% ở Vermont. 

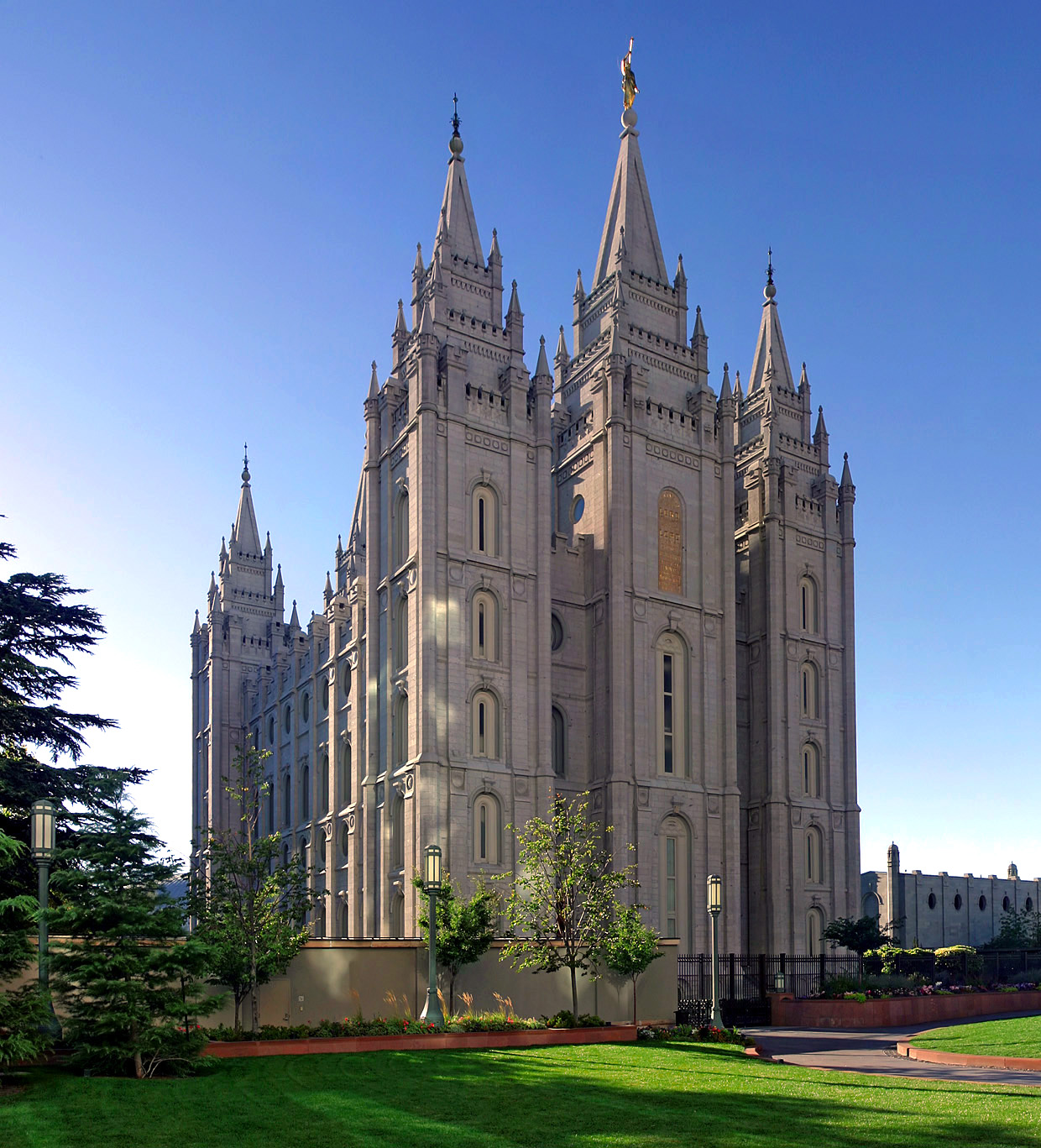
Đền Salt Lake của Giáo hội Các Thánh hữu Ngày sau của Chúa Giêsu Kitô tại Thành phố Salt Lake, Utah là một biểu tượng của Giáo hội

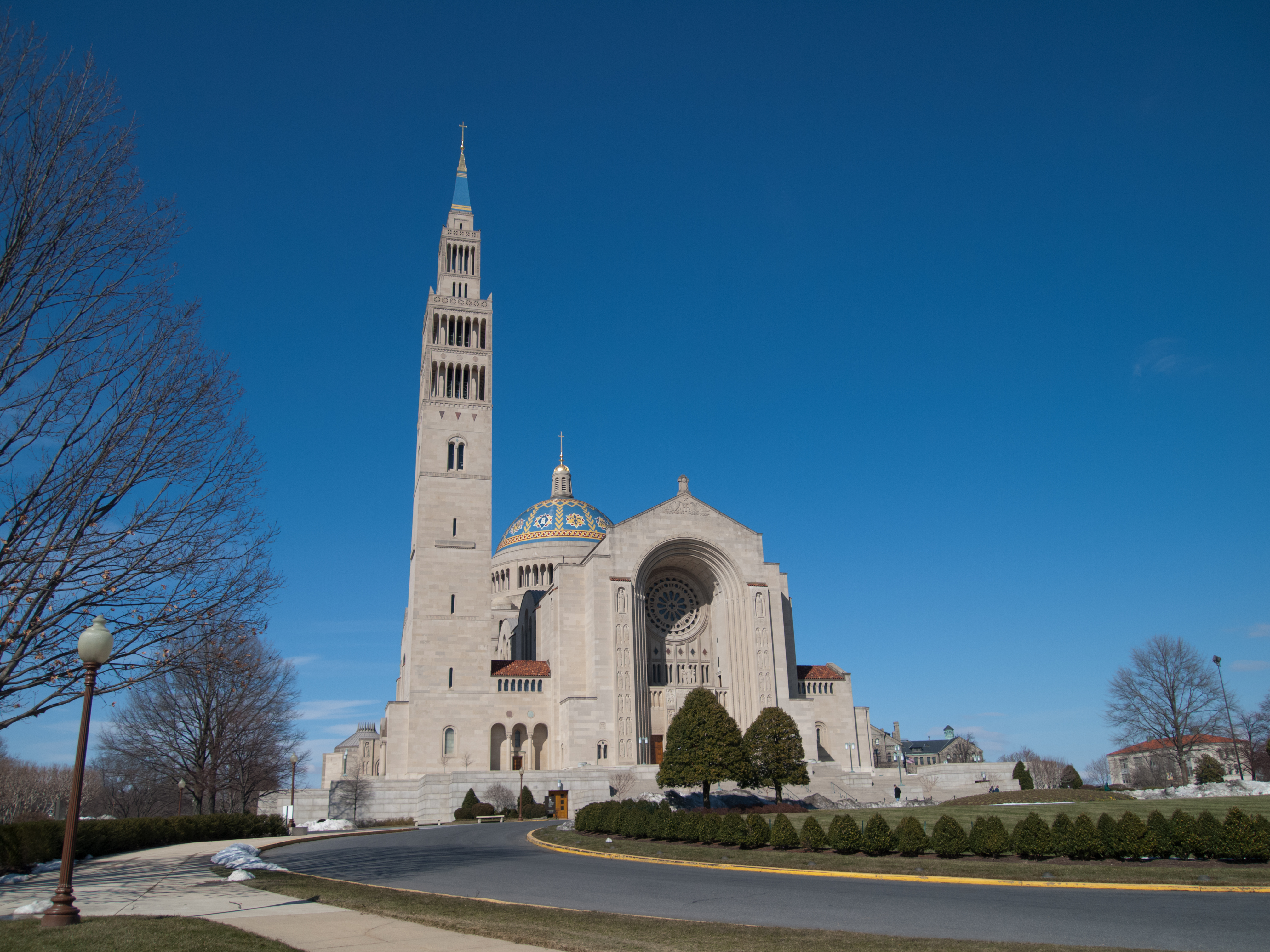
Vương cung thánh đường Đền thánh Quốc gia Đức Mẹ Vô Nhiễm Nguyên Tội ở Washington là nhà thờ Công giáo lớn nhất Mỹ Hoa Kỳ.

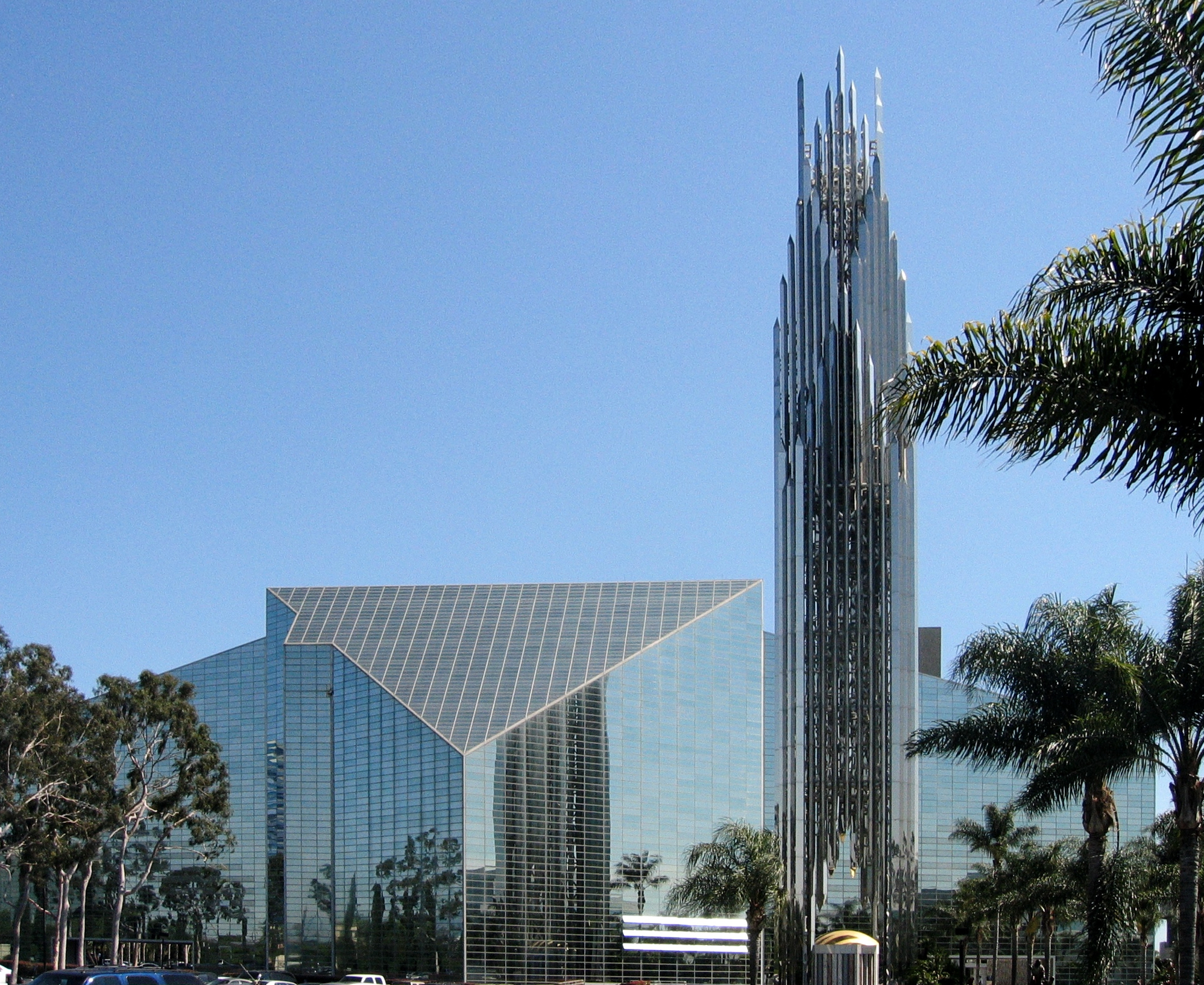
Nhà thờ chính tòa Pha Lê, một nhà thờ đại giáo đoàn Kháng Cách tại California, nay là một nhà thờ Công giáo

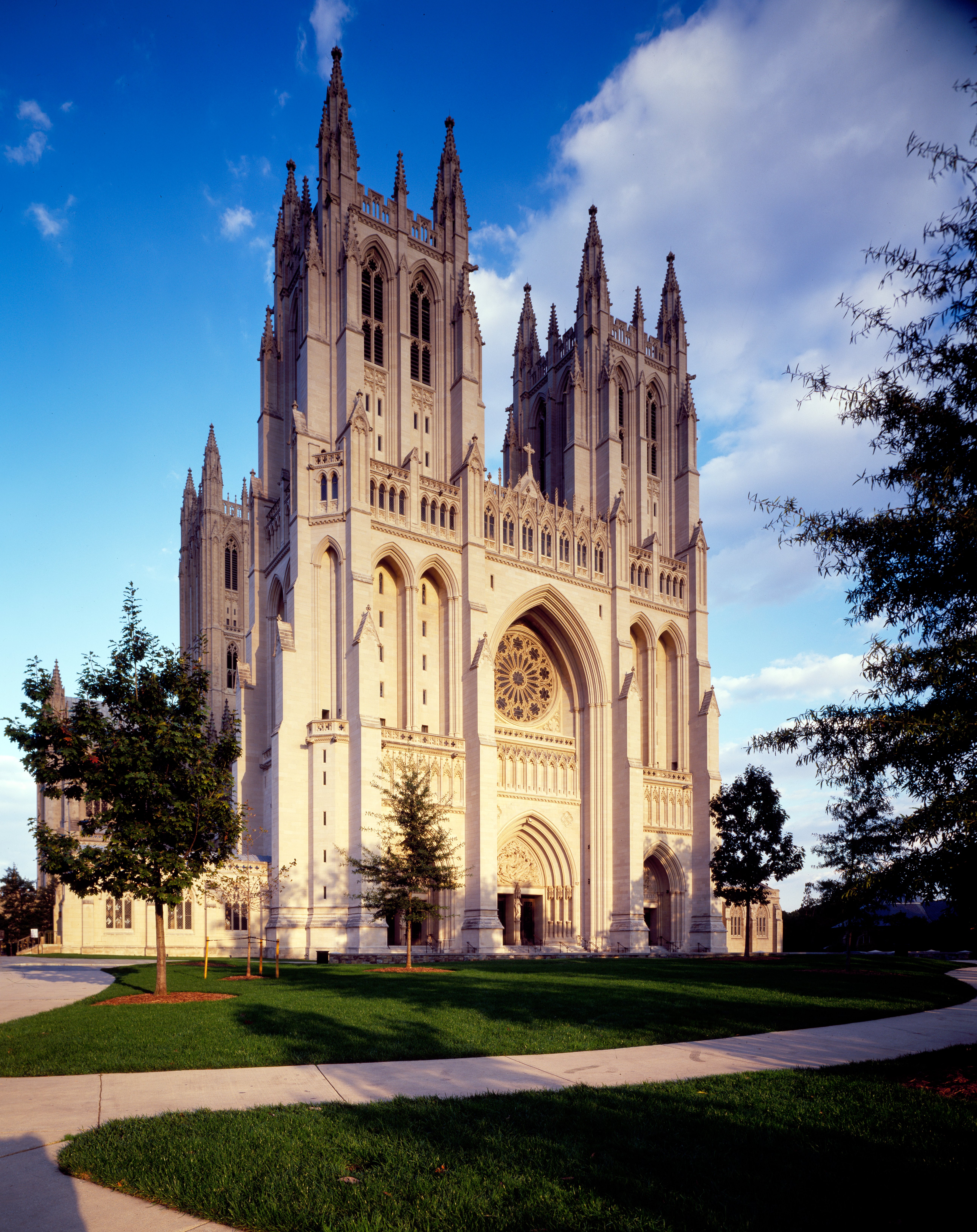
Nhà thờ chính tòa Quốc gia Washington, tại Washington, D.C., là một nhà thờ của Giáo hội Giám nhiệm.

| Rank | State                | Percent |
| ---- | -------------------- | ------- |
| 1    | Utah                 | 51%     |
| 2    | Mississippi          | 47%     |
| 3    | Alabama              | 46%     |
| 4    | Louisiana            | 46%     |
| 5    | Arkansas             | 45%     |
| 6    | South Carolina       | 42%     |
| 7    | Tennessee            | 42%     |
| 8    | Kentucky             | 41%     |
| 9    | North Carolina       | 40%     |
| 10   | Georgia              | 39%     |
| 11   | Texas                | 39%     |
| 12   | Oklahoma             | 39%     |
| 13   | New Mexico           | 36%     |
| 14   | Nebraska             | 35%     |
| 15   | Indiana              | 35%     |
| 16   | Virginia             | 35%     |
| 17   | Delaware             | 35%     |
| 18   | Missouri             | 35%     |
| 19   | Idaho                | 34%     |
| 20   | West Virginia        | 34%     |
| 21   | Arizona              | 33%     |
| 22   | Kansas               | 33%     |
| 23   | Michigan             | 32%     |
| 24   | Ohio                 | 32%     |
| 25   | Illinois             | 32%     |
| 26   | North Dakota         | 32%     |
| 27   | Pennsylvania         | 32%     |
| 28   | Iowa                 | 32%     |
| 29   | Florida              | 32%     |
| 30   | Maryland             | 31%     |
| 31   | South Dakota         | 31%     |
| 32   | Minnesota            | 31%     |
| 33   | New Jersey           | 30%     |
| 34   | Wisconsin            | 29%     |
| 35   | Rhode Island         | 28%     |
| 36   | Wyoming              | 28%     |
| 37   | California           | 28%     |
| 38   | New York             | 27%     |
| 39   | Nevada               | 27%     |
| 40   | Montana              | 27%     |
| 41   | Alaska               | 26%     |
| 42   | Connecticut          | 25%     |
| 43   | Colorado             | 25%     |
| 44   | Hawaii               | 25%     |
| 45   | Oregon               | 24%     |
| 46   | Washington           | 24%     |
| 47   | District of Columbia | 23%     |
| 48   | Massachusetts        | 22%     |
| 49   | Maine                | 20%     |
| 50   | New Hampshire        | 20%     |
| 51   | Vermont              | 17%     |

## Các dân tộc

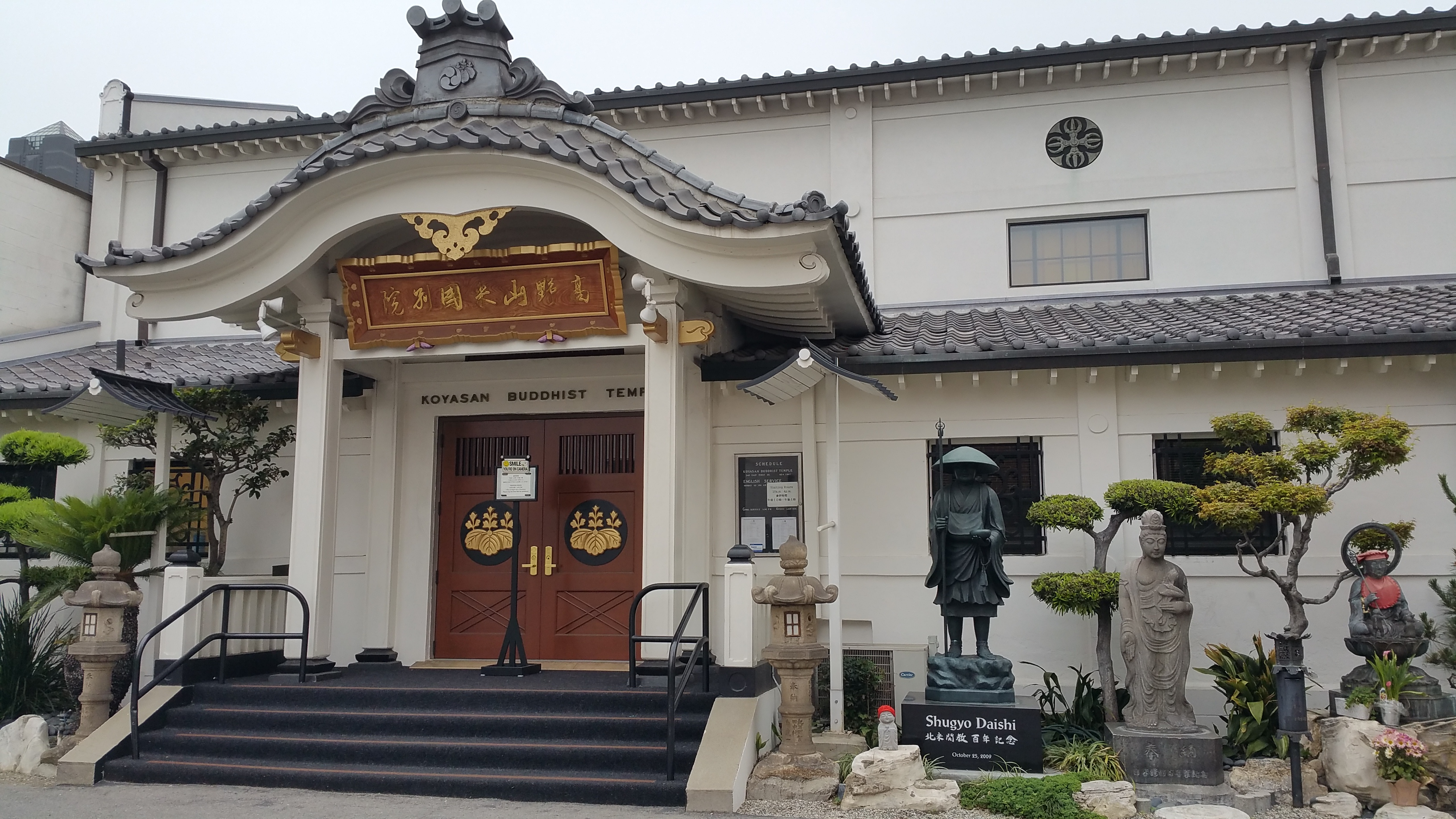
Chùa Nhật Bản Koyasan ở Little Tokyo Los Angeles

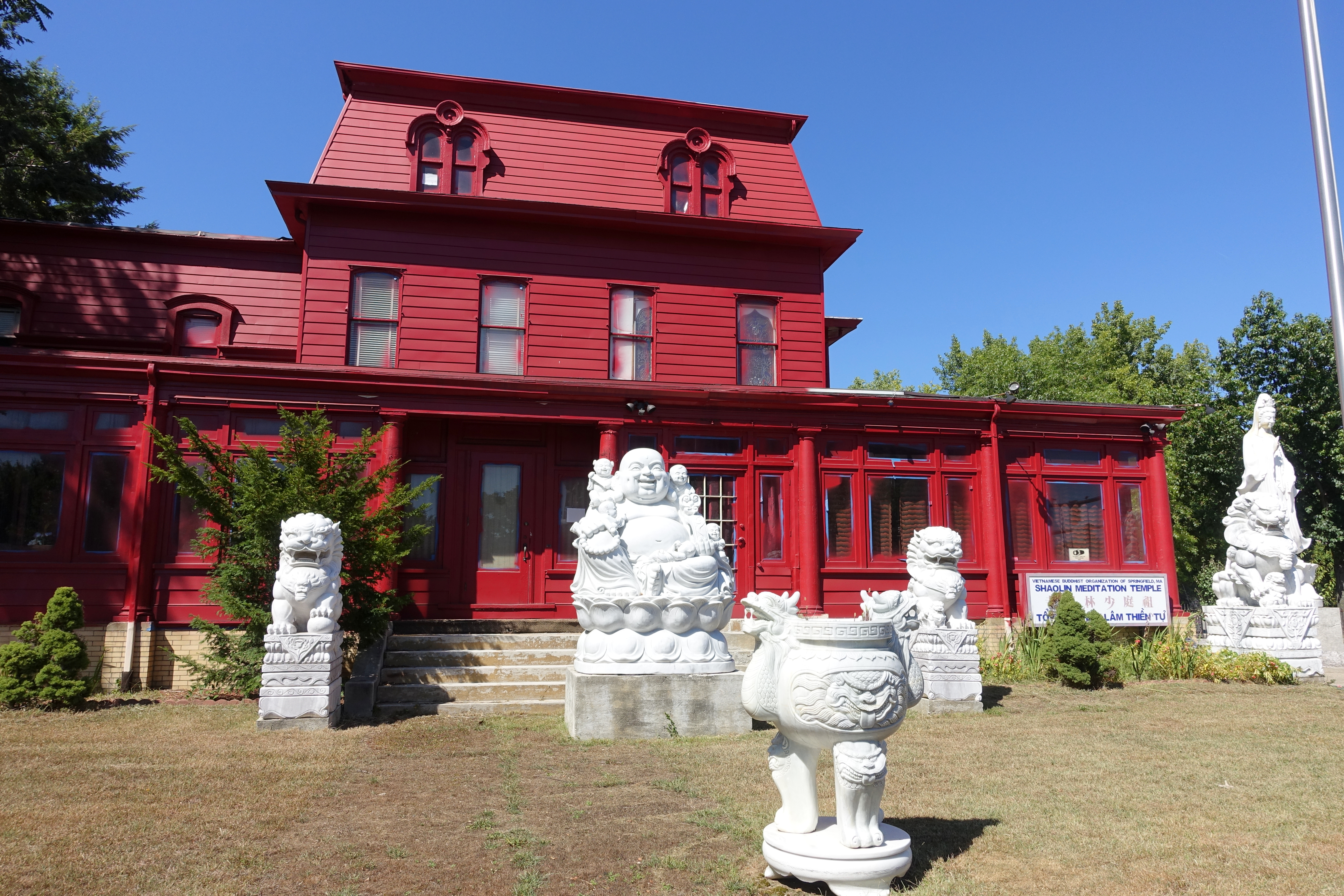
Chùa Thiếu Lâm Tự Springfield, Massachusetts

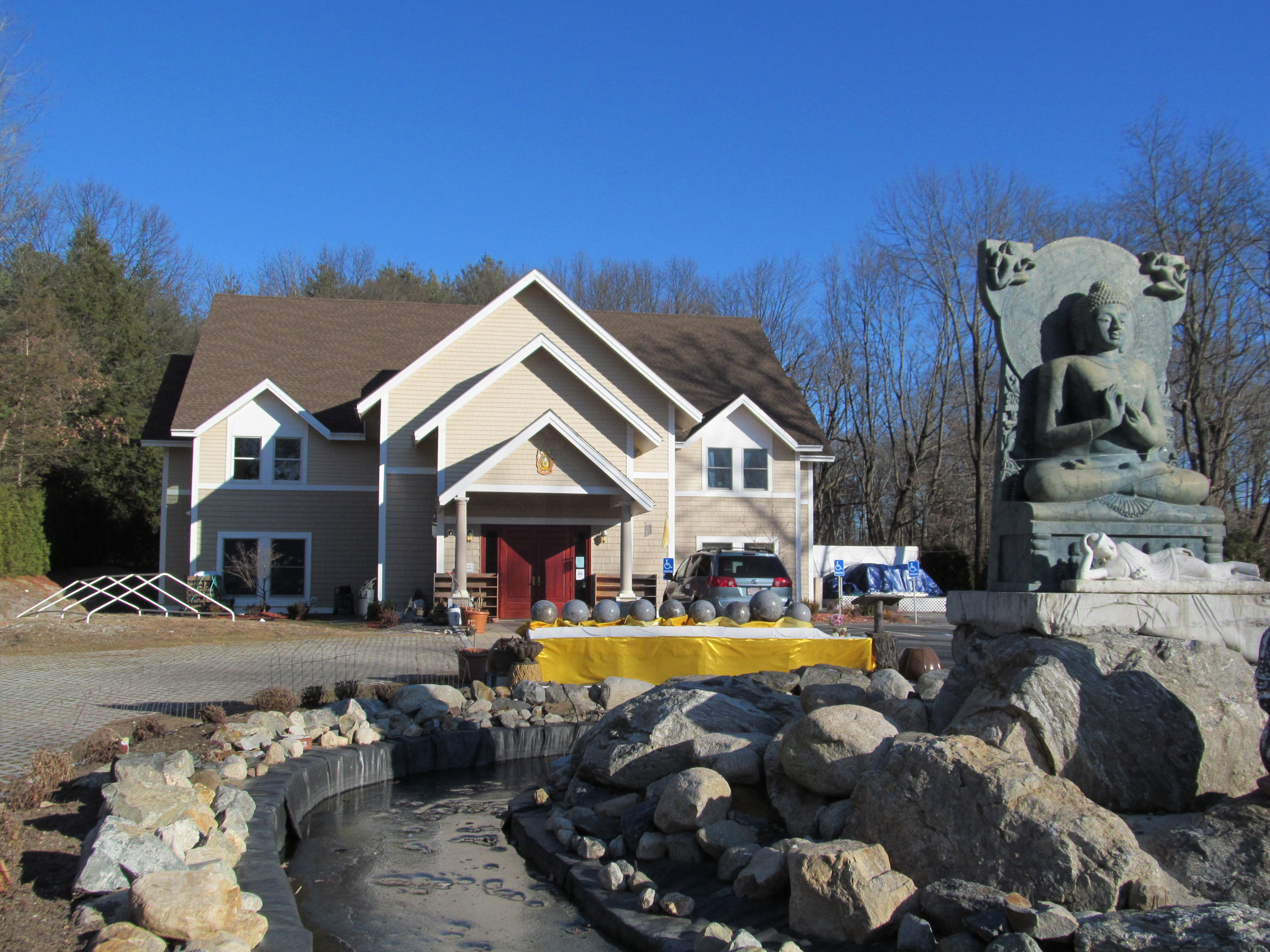
Chùa Wat Boston Buddha Vararam, Bedford MA

Bảng dưới đây cho biết các liên kết tôn giáo giữa các dân tộc ở Hoa Kỳ, theo cuộc khảo sát Pew Forum năm 2014. Các nhóm dân tộc da đen có nhiều khả năng là một phần của một tôn giáo chính thức, với 85% phần trăm là Kitô hữu. Các giáo phái Tin lành chiếm đa số các Kitô hữu trong các dân tộc.
| Tôn giáo                                               | Non-Hispanic Người Da Trắng | Người Da Đen | Người Hispanic | Khác / Con lai |
| ------------------------------------------------------ | --------------------------- | ------------ | -------------- | -------------- |
| Ki tô giáo                                             | 70%                         | 79%          | 77%            | 49%            |
| Tin Lành                                               | 48%                         | 71%          | 26%            | 33%            |
| Công giáo                                              | 19%                         | 5%           | 48%            | 13%            |
| Mormon                                                 | 2%                          | <0.5%        | 1%             | 1%             |
| Nhân Chứng Giê-hô-va                                   | <0.5%                       | 2%           | 1%             | 1%             |
| Chính thống giáo                                       | 1%                          | <0.5%        | <0.5%          | 1%             |
| Khác                                                   | <0.5%                       | 1%           | <0.5%          | 1%             |
| Đức tin phi Ki Tô                                      | 5%                          | 3%           | 2%             | 21%            |
| Do Thái giáo                                           | 3%                          | <0.5%        | 1%             | 1%             |
| Hồi giáo                                               | <0.5%                       | 2%           | <0.5%          | 3%             |
| Phật giáo                                              | <0.5%                       | <0.5%        | 1%             | 4%             |
| Ấn độ giáo                                             | <0.5%                       | <0.5%        | <0.5%          | 8%             |
| Tôn giáo khác                                          | <0.5%                       | <0.5%        | <0.5%          | 2%             |
| Môn phái khác                                          | 2%                          | 1%           | 1%             | 2%             |
| Không theo phái (bao gồm người vô thần và bất khả tri) | 24%                         | 18%          | 20%            | 29%            |

## Không tôn giáo
Trong một cuộc thăm dò ý kiến do Tiến sĩ Ariela Keysar từ Đại học Thành phố New York (City University of New York) cho thấy thể loại "không tôn giáo" có mức độ tăng trưởng cao nhất trong số lượng và tỷ lệ. Trong con số này gồm có những người theo chủ nghĩa vô thần, bất khả thi, nhân văn, và các thuyết khác không tin vào thần thánh. Con số đã tăng lên từ 14,3 triệu năm 1990 đến 34,2 triệu năm 2008, tăng tỷ lệ từ 8% đến 15%. Một cuộc khảo sát toàn quốc khác cho thấy con số người không tôn giáo đã lên đến 16,1%.
Trong một cuộc khảo sát toàn quốc năm 2006, các nhà nghiên cứu từ Đại học Minnesota đã khám phá rằng mặc dù người Mỹ có thái độ chấp nhận hơn đối với sự đa dạng tôn giáo, những người không tôn giáo không được tín nhiệm lắm, và bị xếp thấp hơn cả các tín đồ Hồi giáo, những người nhập cư mới đến và những nhóm thiểu số khác trong việc "chia sẻ cái nhịn của họ về xã hội Mỹ". Người Mỹ cũng liên hệ người không tôn giáo với các tính nết không ưa như các hành đồng tội phạm, tin tưởng vào chủ nghĩa duy vật, và tánh tự cao văn hóa. Tuy nhiên, cuộc nghiên cứu này cũng cho thấy độ chấp nhận hay phản đối những người vô thần biến đổi theo kinh nghiệm, giáo dục, và vị thế chính trị—những người có học thức cao, sinh sống tại vùng ven biển miền Tây hay miền Đông có thái độ chấp nhận hơn là những người sống ở miền Trung Tây.

### Tâm linh nhưng không sùng đạo
Tâm linh nhưng không sùng đạo Spiritual but not religious (SBNR) là lập trường tự xác định về tâm linh những không dính dáng với các tôn giáo có tổ chức được là phương tiện duy nhất và có giá trị nhất để phát triển tinh thần toàn diện. Tâm linh đặt trọng tâm vào phúc lợi của "tinh thần-thể xác-tâm linh" , các hoạt động thực hành như tai chi, reiki, và yoga cũng phổ biến trong phong trào "tâm linh nhưng không sùng đạo". Trái ngược với tôn giáo, tâm linh thường gắn liền với đời sống nội tâm của cá nhân.
Một phần năm công chúng Mỹ và một phần ba số người trưởng thành dưới 30 tuổi được cho là không liên quan đến bất kỳ tôn giáo nào, tuy nhiên họ xác định là có tính cách tâm linh theo cách nào đó. Trong số những người Mỹ không theo tôn giáo này, 37% phân loại họ là tâm linh nhưng không sùng đạo.

## Các tôn giáo châu Á

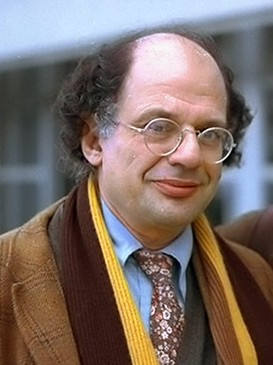
Allen Ginsberg một Phật Tử nổi tiếng kiêm nhà thơ trong lịch sử Hoa Kỳ

Các tôn giáo châu Á là những tôn giáo xuất phát từ Á châu nhưng không thuộc các tôn giáo khởi nguồn từ Abraham và không thuộc nền văn hóa Phương Tây đại chúng.

### Phật giáo

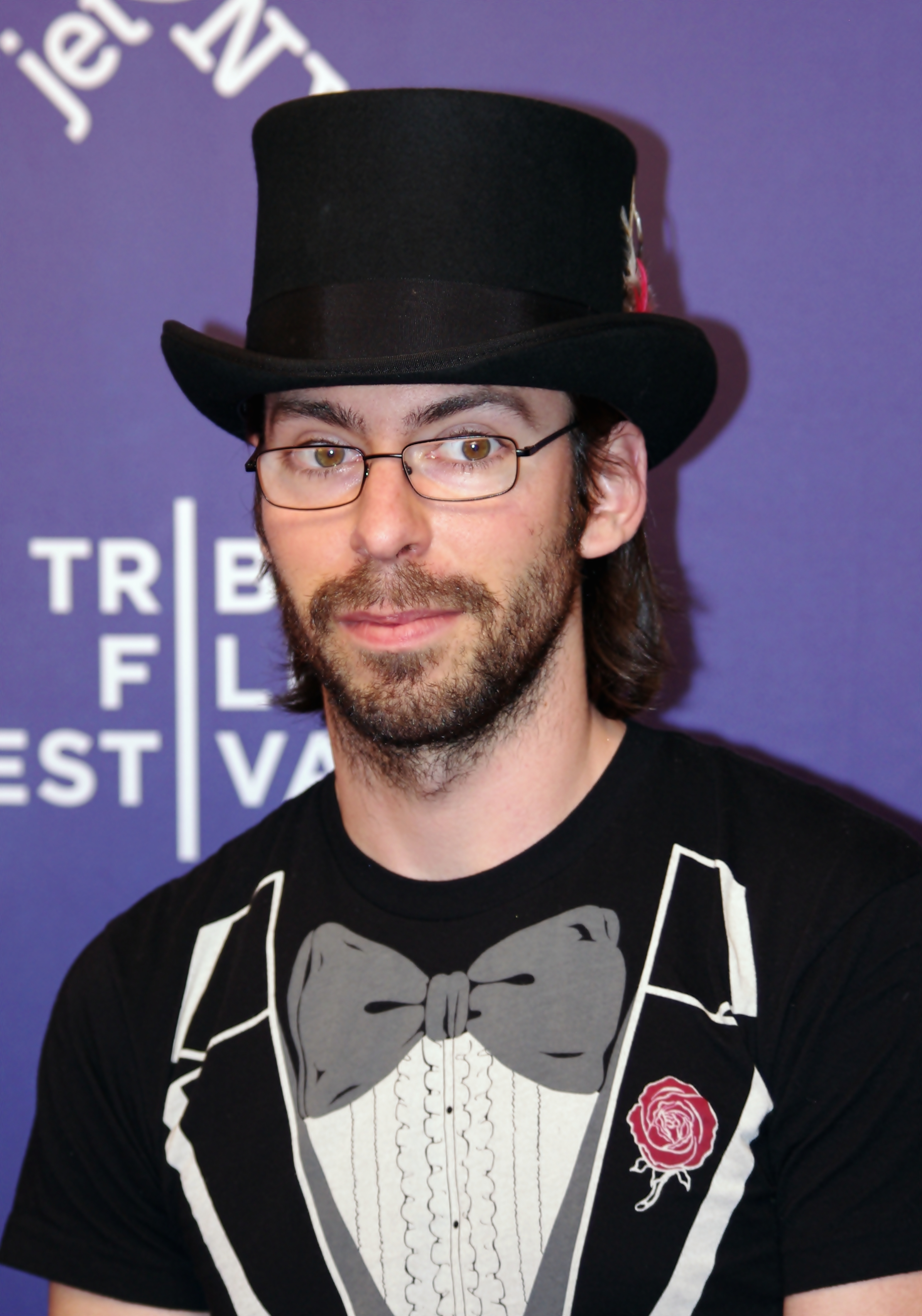
Nghệ sĩ hài người Mỹ Martin Starr đồng thời là một Phật Tử

Phật giáo được du nhập vào Hoa Kỳ vào thế kỷ 19 cùng với những người nhập cư từ Đông Á. Ngôi Chùa đầu tiên tại Hoa Kỳ được thành lập và được xây dựng tại San Francisco năm 1853 bởi những người Mỹ gốc Hoa.
Cuối thế kỷ 19 những nhà truyền giáo từ Nhật Bản đến Hoa Kỳ, cùng vào thời điểm này, giới trí thức Hoa Kỳ bắt đầu để ý đến Phật giáo.
Người Mỹ nổi tiếng đầu tiên quy y đạo Phật là Henry Steel Olcott. Một sự kiện góp phần tăng trưởng Phật giáo tại Hoa Kỳ là Nghị viện Các Tôn giáo Thế giới diễn ra năm 1893, có sự tham gia của các Phật tử từ Ấn Độ, Trung Quốc, Nhật Bản, Thái Lan, và Tích Lan.
Đầu thế kỷ 20 được đặc trưng hóa bởi một sự tiếp nối chuyển tiếp của một xu hướng có nguồn gốc trong thế kỷ thứ 19. Nửa phần còn lại, ngược lại, đã chứng kiến sự xuất hiện của các phương pháp tiếp cận mới, và sự chuyển hướng của Phật giáo vào dòng chính và làm cho đạo Phật trở thành một hiện tượng tôn giáo trong quần chúng nhân dân và xã hội.
Ướt tính số lượng Phật tử tại Hoa Kỳ duy động từ 0,5% đến 0,9%,; con số 0,7% được CIA và PEW công bố. Theo Hiệp hội các nhà thống kê của Tạp chí Tôn giáo Hoa Kỳ xuất bản tháng 3 năm 2017, dựa trên dữ liệu từ năm 2010, Phật giáo là tôn giáo thiểu số lớn nhất trong 186 hạt trong số 3143 hạt trong cả quốc gia.

#### Phật Tử phi Á Đông
Có rất nhiều người Mỹ nổi tiếng là các tín đồ Phật giáo. Điển hình như nhà thơ Mỹ Allen Ginsberg. Ginsberg là một Phật tử thực hành Phật giáo và ông cũng đã nghiên cứu nhiều tôn giáo Phương Đông khác nhau. Ông sống khiêm tốn theo đúng tinh thần Phật giáo, mua quần áo trong các cửa hàng cũ và sống trong các căn hộ sụp sệ ở East Village tại New York. Một trong những giáo sư dạy triết lý tư tưởng Phật học có ảnh hưởng nhất với ông là Phật tử Tây Tạng Hòa thượng Chögyam Trungpa, người sáng lập Học viện Naropa ở Boulder, Colorado.
Steven Seagal là một nam nhân Phật Tử cũng rất nổi tiếng và được biến đến rộng rãi qua các phim ảnh hành động mà anh thủ vai. Vào tháng 2 năm 1997, Lama Penor Rinpoche từ tu viện Palyul tuyên bố rằng Seagal là một Hóa thân (Phật giáo), và đặc biệt là hóa thân của Chungdrag Dorje, một Tertön (người tiết lộ kho tàng châu báu) của Ninh-mã phái, tông phái lâu đời nhất của Phật giáo Tây Tạng.
Richard Gere là nam diễn viên người Mỹ. Anh có hứng thú và quan tâm Phật giáo khi đang ở độ tuổi hai mươi. Anh đã nghiên cứu Phật giáo Thiền tông với sư phụ Kyozan Joshu Sasaki. Sau khi nghiên cứu Thiền phái từ năm đến sáu năm, năm 1978 anh đi cùng với họa sỹ người Brazil Sylvia Martinsref  đi đến Nepal nơi anh gặp nhiều nhà sư và lạt ma Tây Tạng. Sau đó anh ta đã gặp Đức Đạt Lai Lạt Ma thứ 14 ở Ấn Độ và trở thành một Phật tử Tây Tạng thực hành Cách-lỗ phái của Phật giáo Tây Tạng đồng thời anh củng tích cực hoạt động ủng hộ đức Đạt-lai Lạt-ma. Gere thường xuyên thăm Dharamshala, trụ sở của chính phủ Tây Tạng lưu vong.
Ngoài nhà thơ Allen Ginsberg và nam tài tử Steven Seagal và diễn viên điện ảnh Richard Gere thì còn có những người Phật Tử trứ danh khác trên đất Mỹ như đạo diễn phim ảnh kiêm nhà biên kịch Oliver Stone, ca sĩ nhạc sĩ họa sĩ kiêm diễn viên nữ Courtney Love, nghệ sĩ hài Martin Starr, và đại gia trong làng sản xuất phim ảnh tỷ phú George Lucas, tài tử nam phim ảnh lừng danh Robert Downey Jr., nữ minh tinh màn bạc nổi tiếng Goldie Hawn, và nhà sản xuất điện ảnh Anh em nhà Coen.

#### Phật Tử gốc Do Thái

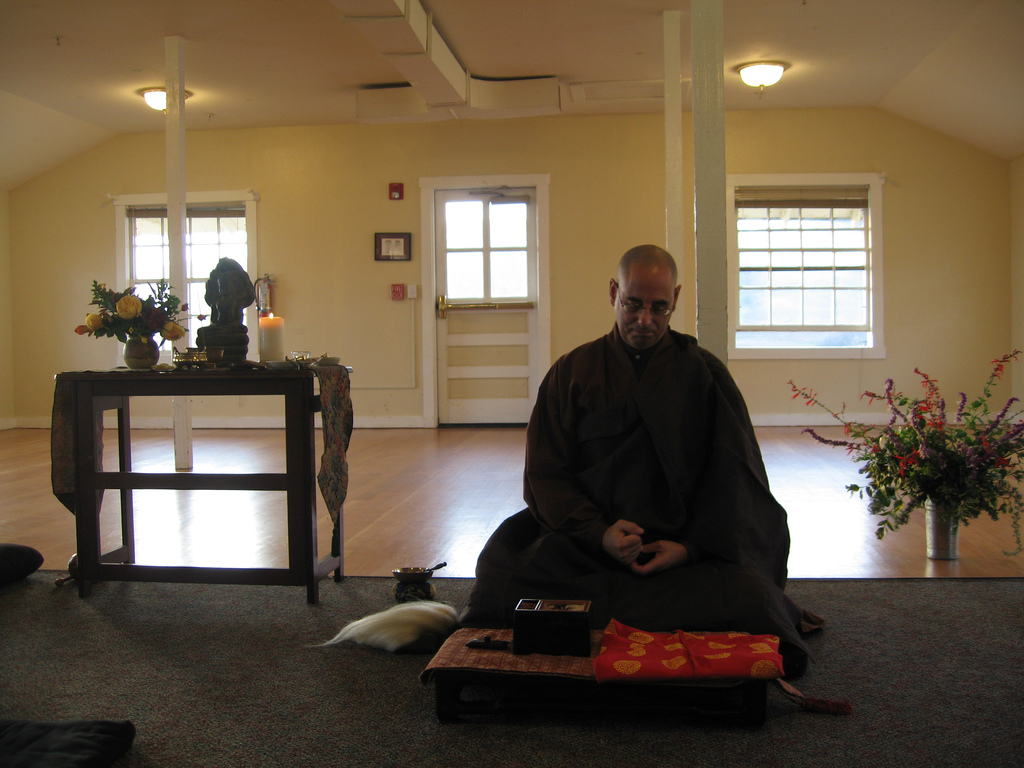
Zoketsu Norman Fischer Thiền sư Phật giáo người Do Thái đang ngồi tu luyện công

Người Do Thái xuất hiện và có mặt rất nhiều trong thế giới Phật giáo Hoa Kỳ và người Do Thái là những tín đồ Phật giáo mà có cha mẹ không phải là Phật tử, và vô di sản Phật giáo, với khoảng một phần năm  và 30% của tất cả các tín đồ Phật tử ở Mỹ là người Do Thái  mặc dù chỉ có 2% người Mỹ là người Do Thái. Tên gọi Jubus, một số lượng người Phật Tử gốc Do Thái ngày càng tăng cao ở Mỹ và người Do Thái đã bắt đầu áp dụng tinh thần thực tiễn của Phật giáo.
Dưới đây là danh sách những người Do Thái theo Phật giáo rất nổi tiếng ở Hoa Kỳ:
- Mandy Patinkin[83]
- Jeremy Piven[84]
- Bhikkhu Bodhi[85]
- Ayya Khema
- Thubten Chodron[86]
- Leonard Cohen[87]
- Jacques Rutzky - Oberlin Buddhist Affiliate, nhà xuất bản của "Coyote Speaks"
- Surya Das[88]
- Richard Davidson
- Mark Epstein[89]
- Anthony Ervin[90]
- Zoketsu Norman Fischer[91]
- Tetsugen Bernard Glassman[92]
- Philip Glass[93]
- Craig Taro Gold[94]
- Natalie Goldberg[95]
- Daniel Goleman[96]
- Joseph Goldstein[97]
- Dan Harris[98]
- Goldie Hawn[79]
- Jon Kabat-Zinn
- Jack Kornfield[99]
- Rabbi Alan Lew - còn được gọi là thiền sư thầy đạo[100]
- Jay Michaelson
- Larry Rosenberg[101]
- Sharon Salzberg[102]
- Nyanaponika Thera[103]
- Helen Tworkov[104]
- Adam Yauch[105]
- Shinzen Young[106]

### Kỳ na giáo

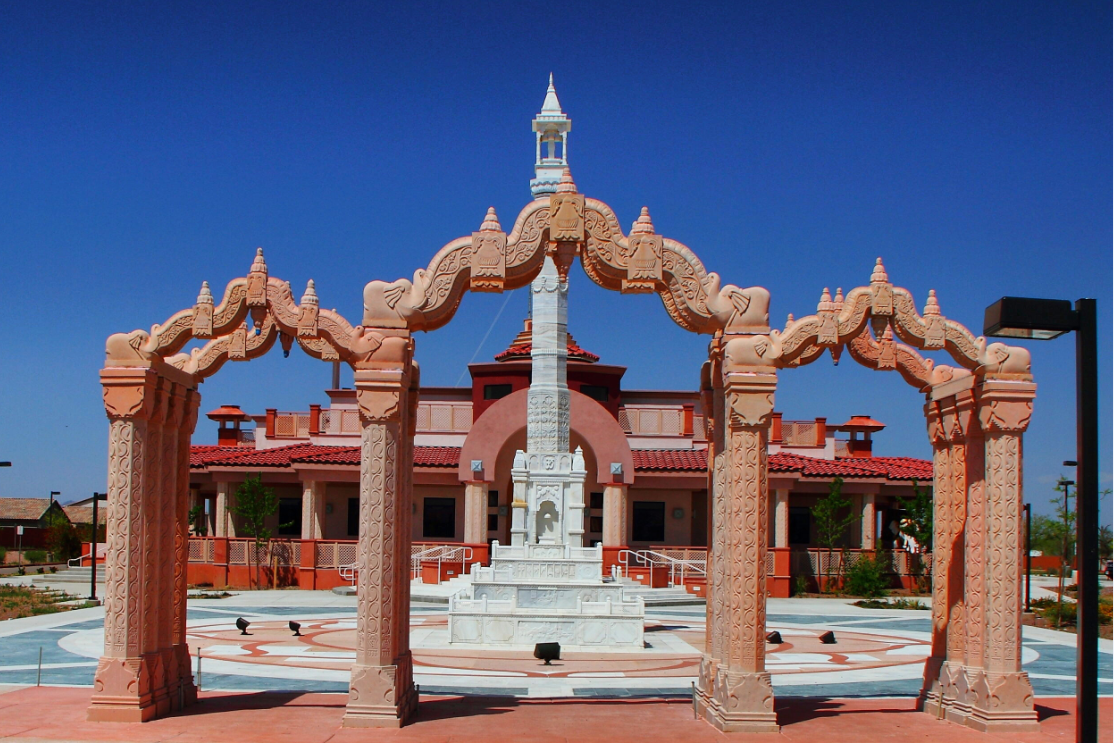
Trung tâm Kỳ na giáo ở Greater Phoenix (JCGP)

Những người theo đạo Kỳ na giáo lần đầu tiên đến Hoa Kỳ vào thế kỷ 20. Thời gian quan trọng nhất của những người nhập cư là tín đồ Kỳ na giáo là vào đầu những năm 1970. Hợp chủng quốc Hoa Kỳ từ đó trở thành trung tâm của cộng đồng người Kỳ na giáo. Liên đoàn Hiệp hội Kỳ na giáo ở Bắc Mỹ là một tổ chức bao gồm các giáo đoàn địa phương Mỹ và Kỳ na giáo Canada để bảo vệ, thực hành, và thúc đẩy tư tưởng và tinh thần lối sống của người Kỳ na giáo.

### Đạo giáo
Năm 2004, có khoảng 56.000 tín đồ Đạo giáo ở Hoa Kỳ. Đạo giáo được phổ biến khắp thế giới thông qua các bài viết và giáo lý của Lão Tử và các vị đạo sĩ khác cũng như thực hành khí công, tu luyện thái cực quyền và rèn luyện võ công của nền võ thuật phong phú đa dạng đến từ Trung Quốc.

### Tích khắc giáo

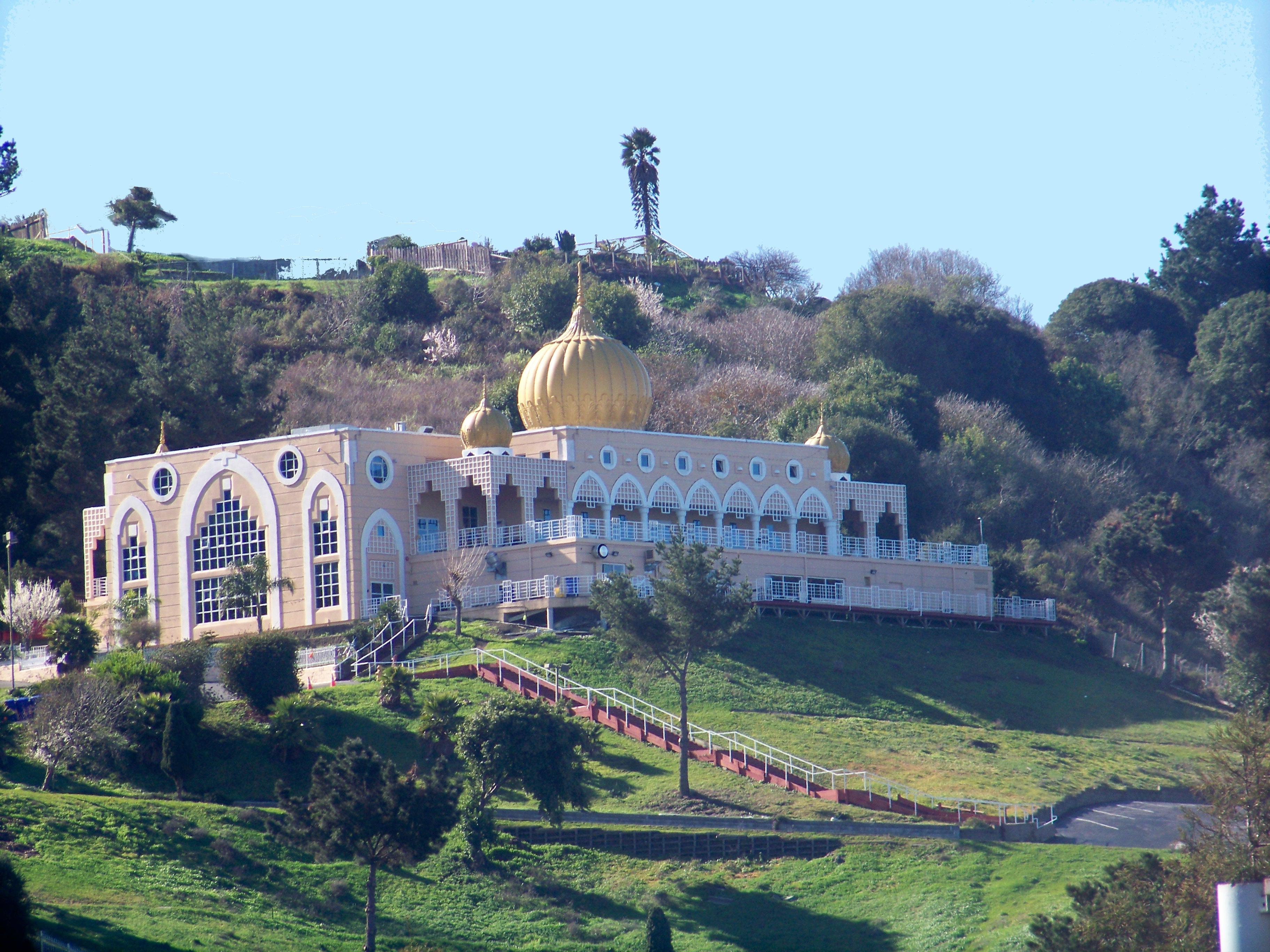
Trung tâm Tích khắc tại khu Vịnh San Francisco, một đền thờ Tích khắc ở El Sobrante, California

Tích khắc giáo là một tôn giáo có nguồn gốc từ Nam Á (chủ yếu là ở Ấn Độ hiện đại ngày nay) được đưa vào Hoa Kỳ vào khoảng thế kỷ thứ 20, người Tích khắc bắt đầu di dân nhập cư sang Hoa Kỳ làm việc ở các trang trại tại California. Người Tích khắc là những cộng đồng đầu tiên đến từ Ấn Độ nhập cư sang Hoa Kỳ với số lượng lớn. Đền thờ tích khắc Gurdwara đầu tiên ở Mỹ đã được xây dựng tại Stockton, California, vào năm 1912. Năm 2007, ước tính có khoảng 250.000 đến 500.000 người Tích khắc sống ở Hoa Kỳ với số dân đông nhất sống ở phía Đông và Bờ Tây, với số dân khá đông đảo ở Detroit, Chicago và Austin.
Dân tộc Hoa Kỳ cũng có một số người Mỹ bản thân họ không phải là người Punjabi nhưng những người này đã cải đạo chuyển đổi sang tôn giáo Tích khắc giáo.

### Ấn Độ giáo

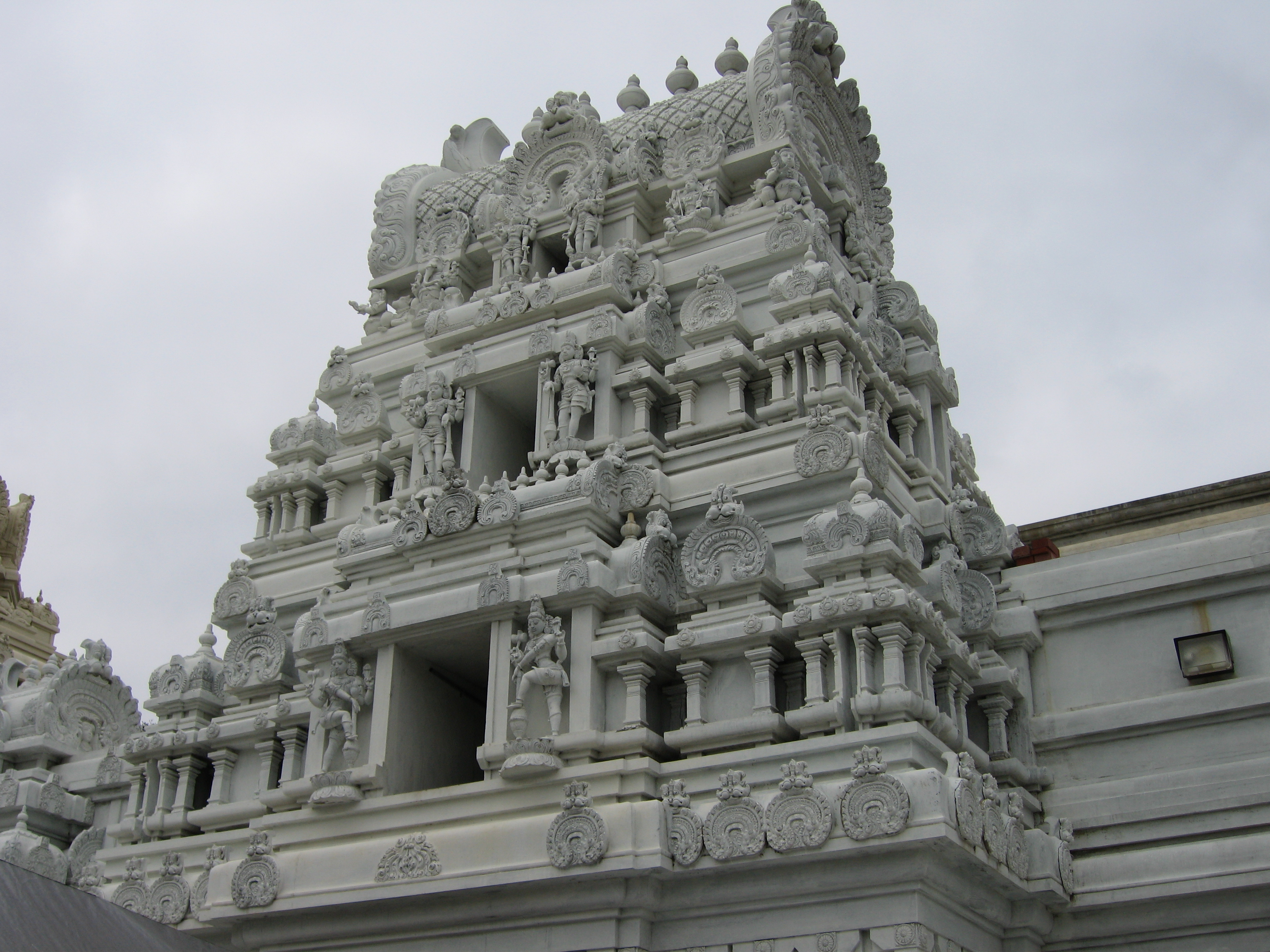
Chi tiết của đền thờ Malibu Hindu ở Calabasas, California

Ấn Độ giáo là đức tin tôn giáo lớn thứ tư ở Hoa Kỳ, chiếm 0,7% dân số. Lần đầu tiên Hindu giáo xâm nhập vào Hoa Kỳ không thể nhận diện một cách rõ ràng. Tuy nhiên, các nhóm nhập cư lớn của người Hindu đã di cư từ Ấn Độ và các nước châu Á khác kể từ khi Đạo luật Nhập cư và Quốc tịch năm 1965 được thi hành. Trong những năm 1960 và 1970, đạo Hindu đã thực hiện được niềm đam mê cho sự đóng góp và cho sự phát triển của những tư tưởng New Age. Trong những thập kỷ đó, Hiệp hội Tôn giáo Krishna Quốc tế (một tổ chức cải cách Hindu Vaishnavite) được thành lập ở nước Mỹ.
Năm 2001, có khoảng 766.000 người Hindu ở Hoa Kỳ, chiếm khoảng 0,2% tổng dân số. Theo Hiệp hội các nhà thống kê của tạp chí Tôn giáo Hoa Kỳ xuất bản tháng 3 năm 2017, dựa trên dữ liệu từ năm 2010, người Hindu là tôn giáo thiểu số lớn nhất ở 92 quận trong số 3143 hạt trong cả toàn nước.
Năm 2004 tổ chức Hindu American Foundation - một tổ chức quốc gia bảo vệ quyền lợi của cộng đồng Hindu ở Hoa Kỳ - được thành lập.
Người Mỹ gốc Hindu có tỷ lệ học vấn và thu nhập hộ gia đình cao nhất trong số tất cả các cộng đồng tôn giáo và có xu hướng có tỷ lệ ly hôn lỵ dị thấp hơn.

## Các giáo phái được thành lập tại Hoa Kỳ

### Các Giáo hội có hình bóng Ki-tô giáo

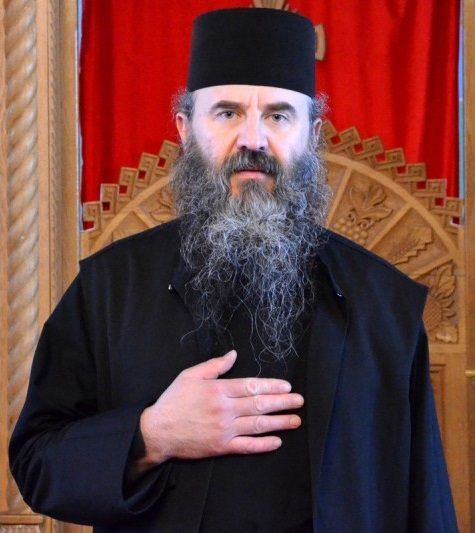
Linh mục Kitô giáo Đông phương

(Thực ra các Giáo hội này không phải là Ki-tô giáo (hay Cơ Đốc giáo) đúng nghĩa, nhưng được thành lập dựa trên một số nền tảng của Ki-tô giáo; Các Giáo hội được truyền thống thừa nhận là Ki-tô giáo phải chấp nhận tín lý Chúa Ba Ngôi (Trinity) gồm Chúa Cha - Chúa Con - Chúa Thánh Thần (Thánh Linh) là Một Thiên Chúa duy nhất, cả Ba Ngôi đồng bản thể Thiên Chúa) 

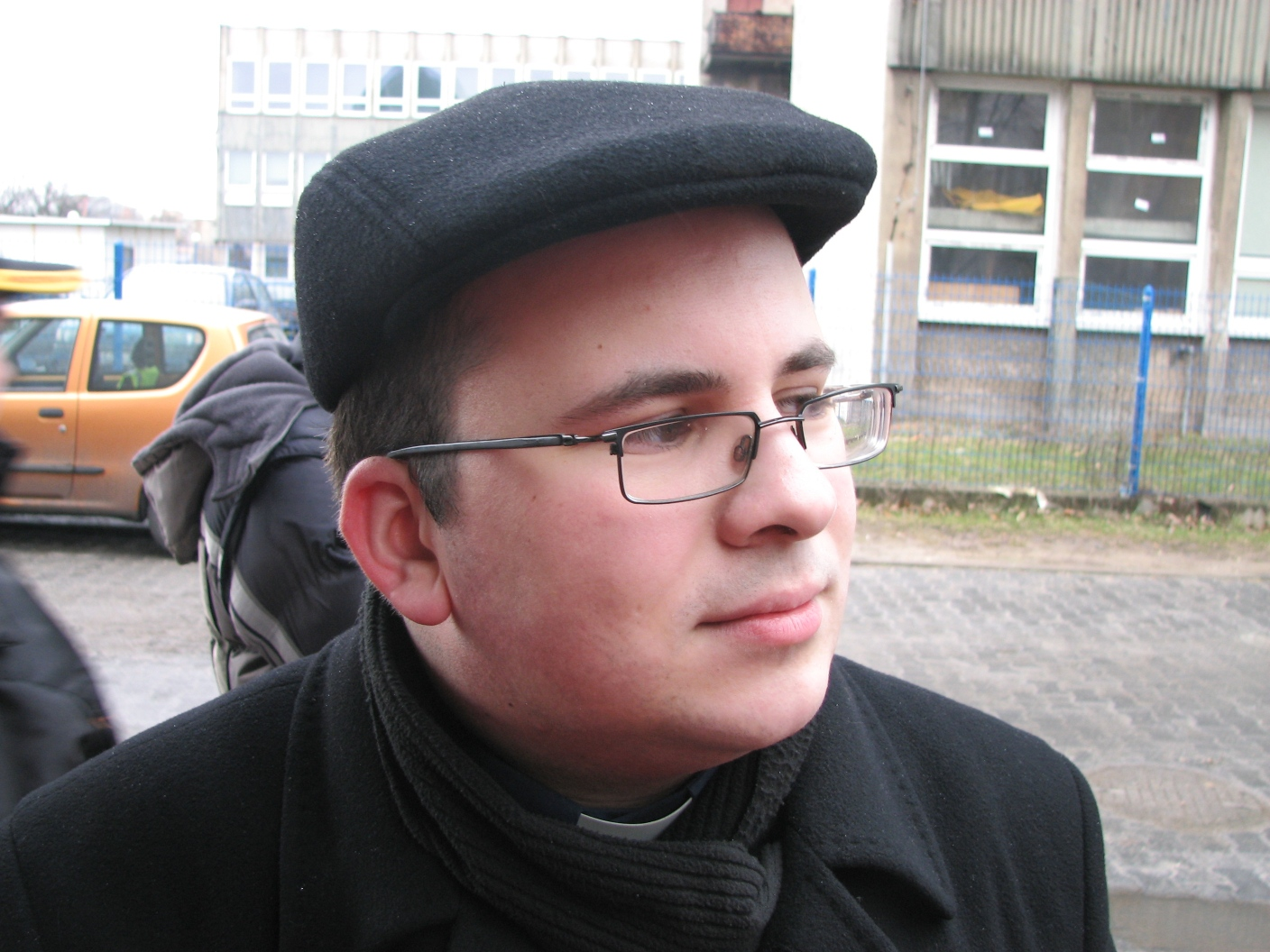
Linh mục Kitô giáo Tây phương

- Pentecostalism – phong trào nhấn mạnh đến vai trò của Chúa Thánh Thần, tìm thấy nguồn gốc lịch sử gốc rễ môn phái ở con đường Azusa Street Revival tại Los Angeles từ 1904 đến 1906, sáng lập bởi Charles Parham. Ước tính có trên 279 triệu đệ tử trên toàn thế giới, nhiều nơi ở Châu Phi và Nam Mỹ[116]
- Adventism – bắt đầu như là một phong trào liên đới các hệ tư tưởng Ki tô giáo. Vị lãnh đạo thanh nhạc là William Miller, người mà sinh sống ở những thập niên năm 1830 ở New York đã tin tưởng về sự trở đệ nhỉ của Chúa Jêsus sẽ sắp sửa đến. Nhóm hiện đại thì kết hợp với nhóm Cơ Đốc Phục Lâm.
- Latter Day Saint movement được thành lập năm 1830 bởi Joseph Smith tại vùng cao nguyên New York. Nhiều nhà thờ Saint Louis ngày nay có thể được tìm thấy ở khắp mọi nơi tại nước Hoa Kỳ. Giáo hội các Thánh hữu Ngày sau của Chúa Giê Su Ky Tô (nhà thờ LDS), có mệnh giá lớn nhất, và có trụ sở tại thành phố Salt Lake, Utah, và có các thành viên ở nhiều quốc gia khác nhau. Cộng đồng Kitô, giáo phái lớn thứ hai, có trụ sở tại Independence, Missouri. Trên toàn thế giới họ tuyên bố khẳng định rằng khoảng 15 triệu đệ tử.
- Nhân Chứng Giê-hô-va – bắt nguồn từ phong trào tôn giáo được biết đến với cái tên Bible Students, được thành lập ở Pennsylvania vào cuối những năm 1870 bởi Charles Taze Russell. Trong những năm đầu của họ, các học sinh Kinh Thánh đã liên kết lỏng lẻo với Tu Viện Cơ Đốc Phục Lâm, và các Nhân Chứng Giê-hô-va vẫn chia sẻ một số điểm tương đồng với họ. Họ tuyên bố khoảng 7.69 triệu đệ tử đang hoạt động tích cực trên toàn cầu thế giới.
- Christian Science – được thành lập bởi Mary Baker Eddy vào cuối thế kỷ 19. Nhà thờ tuyên bố 400.000 đệ tử trên toàn thế giới.
- Churches of Christ/Disciples of Christ – một phong trào phục sinh không có cơ quan quản lý. Phong trào Phục sinh đã được kiên cố hoá như là một hiện tượng lịch sử vào năm 1832 khi các nhà phục chế từ hai phong trào lớn được bảo vệ bởi Barton W. Stone và Alexander Campbell sáp nhập. Có khoảng 3 triệu đồ đệ trên toàn thế giới.
- Metropolitan Community Church – được thành lập bởi Troy Perry ở Los Angeles, 1968.
- Unitarianism Phát triển và tách rả ra khỏi các Giáo hội đống đồ. Năm 1825 Hiệp hội độc tài Mỹ được thành lập tại Boston, MA.
- Universalist Church of America hội nghị khu vực đầu tiên được thành lập vào năm 1793.

### Các môn phái khác
- New Thought Movement – hai trong số những người ủng hộ đầu tiên của niềm tin New Thought vào giữa cuối thế kỷ 19 là Phineas Parkhurst Quimby và Mẹ của tư tưởng mới, Emma Curtis Hopkins. Ba nhánh chính là Khoa học Tôn giáo, Giáo hội Thống nhất và Khoa học Thần học.
- Scientology – được sáng lập bởi L. Ron Hubbard năm 1954. Con số tín đồ được ước tính từ vài chục đến 15 triệu (ước tính thành viên tôn giáo vào năm 2004).
- Reconstructionist Judaism – được thành lập bởi Mordecai Kaplan và bắt đầu vào những năm 1920.
- Native American Church – được thành lập bởi Quanah Parker bắt đầu vào những năm 1890 và kết hợp tâm tư giáo lý vào năm 1918. Ước tính có khoảng 250.000 tín đồ.
- Nation of Islam – một môn phái Hồi giáo, được tạo ra và phần lớn tín đồ là người Mỹ gốc Phi.
- Satan giáo – được thành lập ở San Francisco vào năm 1966 bởi giáo chủ Anton LaVey.
- Eckankar – được thánh lập tại Las Vegas vào năm 1965 bởi trưởng giáo Paul Twitchell.
- Self-Realization Fellowship - được sáng lập ở Los Angeles bởi trưởng môn Paramahansa Yogananda vào năm 1920.
- Unitarian Universalist Association vào năm 1961 từ sự hợp nhất của Hiệp hội độc tài Mỹ và Nhà thờ phổ quát của Mỹ. Về mặt lịch sử, các mệnh danh Kitô giáo UUA không còn là Kitô giáo nữa và là là môn phái lớn nhất của tầng lớp Unitarian Universalism trên thế giới.

## Các tôn giáo khác
Nhiều tôn giáo khác đã được xuất hiện tại Hoa Kỳ, bao gồm đạo Thần đạo, Đạo Cao Đài, Thelema, Santería, Kemetism, Religio Romana, Kaldanism, Hỏa giáo Ba Tư, Vodou, Flying Spaghetti Monster và nhiều môn phái của New Age.

### Tôn giáo thổ dân da đỏ bản địa Hoa Kỳ
Các tôn giáo thổ dân da đỏ bản địa Hoa Kỳ trong lịch sử xuất hiện nhiều hình thái đa dạng, và thường được đặc trưng hóa bởi thuyết linh thú đa thần thánh. Thành viên của các tôn giáo thổ dân da đỏ Mỹ bản xứ trong thế kỷ 21 bao gồm khoảng 9.000 tín hữu.

### Tân ngoại giáo
Tân ngoại giáo ở Hoa Kỳ được đại diện bởi các phong trào và các tổ chức khác nhau. Môn phái tân ngoại giáo lớn nhất là Wicca và thứ hai là Neo-Druidism. Các môn phái tân ngoại giáo khác bao gồm Germanic Neopaganism, Celtic Reconstructionist Paganism, Hellenic Polytheistic Reconstructionism, và Semitic neopaganism.

#### Wicca
Wicca phát triển ở Bắc Mỹ vào những năm 1960 bởi Raymond Buckland, một người Anh Quốc xa lạ đến thăm Đảo Man của Gardner để bắt đầu môn phái. Universal Eclectic Wicca đã được phổ biến quảng bá rộng rãi tới công chúng vào năm 1969 là một môn phái đa dạng về mặt tâm linh tư tưởng từ cả hai nền tảng Wicca truyền thống của dân tộc Anh và Dianic.

#### Druidry
Theo Cuộc Điều tra Xác định Tôn giáo Hoa Kỳ (ARIS), có khoảng 30.000 druid ở Hoa Kỳ. Druidism hiện đại đã đến Bắc Mỹ lần đầu tiên dưới dạng các tổ chức Druidic vào thế kỷ XIX, và những môn phái khác như Ancient Order of Druids ở Mỹ được thành lập bởi những nhóm người Mỹ khác biệt vào đầu năm 1912. Năm 1963 hiệp hội Reformed Druids of North America (RDNA) được thành lập bởi các sinh viên tại Trường cao đẳng Carleton, Northfield, Minnesota. Họ đã chấp nhận các yếu tố của tân ngoại giáo vào thực hành của họ, ví dụ như lễ kỷ niệm các lễ hội của Wheel of the Year.

## Các tôn giáo khởi nguồn từ Abraham

### Kitô giáo

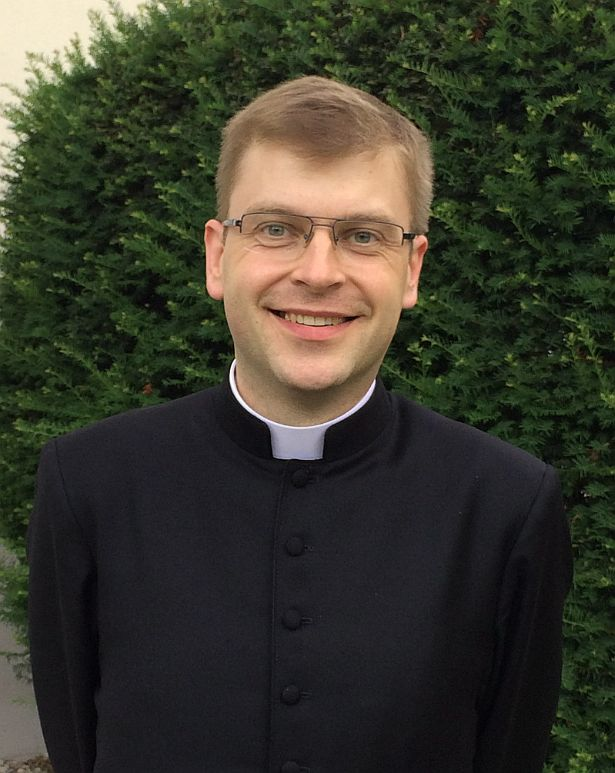
Linh mục Công giáo

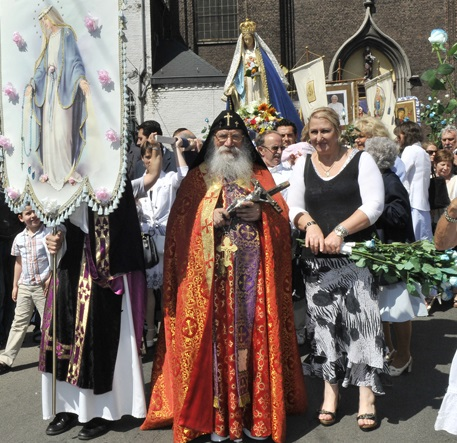
Linh mục Công giáo Đông phương

Tôn giáo lớn nhất Hoa Kỳ là Kitô giáo, chiếm đa số dân số (76% trong năm 2008). Trong số những người được hỏi, 51,3% theo phong trào Kháng Cách (Tin Lành), 25% theo Công giáo, 1,7 là tín hữu Mặc Môn và 1,7% theo các giáo phái khác. Kitô giáo được du nhập theo các đoàn di dân châu Âu đầu tiên.
Theo thống kê năm 2000 của Yearbook of American and Canadian Churches, tính các giáo hội từ Hoa Kỳ và Canada, năm giáo phái lớn nhất là:
- Giáo hội Công giáo Rôma, 68.115.001 tín hữu
- Liên hiệp Báp-tít Nam Phương (Southern Baptist Convention), 16.228.438 tín hữu
- Giáo hội Giám Lý Thống nhất (United Methodist Church), 7.853.987 tín hữu
- Giáo hội Các Thánh hữu Ngày sau của Chúa Giêsu Kitô, 5.974.041 tín hữu
- Church of God in Christ (Ngũ Tuần), 5.499.875 tín hữu

Vì dân số đông và lịch sử, Hoa Kỳ có số lượng tín hữu Kitô giáo (bao gồm tín hữu Công giáo và Kháng Cách) cao hơn bất cứ quốc gia nào trên thế giới.
Những người nhập cư từ Bắc Âu đã đưa Kháng Cách vào nước Mỹ. Trong các phong trào Kháng Cách, Anh giáo, Báp-tít, Thanh giáo, Trưởng Lão, Lutheran, Quaker, and Moravia là những giáo phái đầu tiên đến Hoa Kỳ và đã phát huy sớm nhất.
Người Tây Ban Nha, Pháp, và Anh đưa Công giáo đến. Những người Công giáo thường là người gốc Tây Ban Nha, Ireland, Scotland, Ý, Hà Lan, Ba Lan, Pháp, Hungary, Đức, và Liban.
Những người nhập cư từ Hy Lạp, Ukraina, Nga, Trung và Đông Âu, Trung Đông, Ethiopia, Nam Ấn Độ đã đem Chính thống giáo Đông phương và Chính thống giáo Cổ Đông phương đến Hoa Kỳ. Các giáo phái này đã vượt ra ngoài ranh giới của cộng đồng di dân và trở thành các cộng đoàn đa sắc tộc.
Một số nhóm Kitô giáo được hình thành tại Hoa Kỳ. Trong các thời Đại Tỉnh thức những phong trào liên môn phái Tin Lành và Ngũ Tuần được thành lập, cùng với những giáo phái mới như Cơ đốc Phục Lâm, trào lưu phi môn phái như Phong trào Khôi phục, Nhân Chứng Giê-hô-va, và Giáo hội Các Thánh hữu Ngày sau của Chúa Giêsu Kitô, còn gọi là Giáo hội Mạc Môn.
Ngày nay, với 16,6 triệu tín hữu (5,3% dân số), Báp-tít Nam Phương là giáo hội lớn nhất trong hơn 200 giáo phái Kháng Cách khác nhau.

#### Những người định cư Ki tô hữu

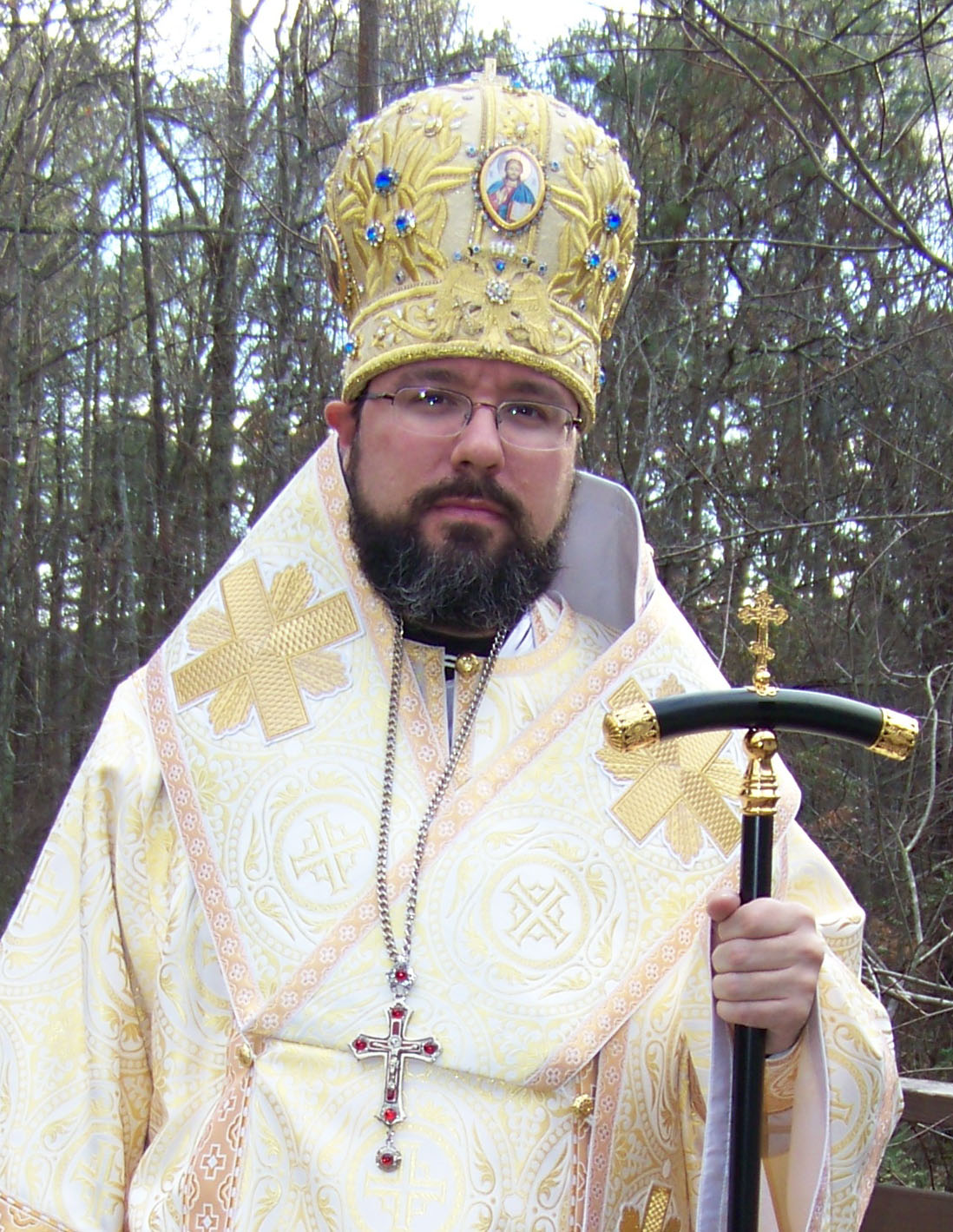
Linh mục Chính thống giáo

Bắt đầu từ khoảng 1600 người Châu Âu định cư đã mang tôn giáo của họ đặt chân đến đất Mỹ là Anh giáo, Thanh giáo, Báp-tít, Giáo hội Trưởng Nhiệm, Giáo hội Luther, Quaker, và các giáo phái Moravian.
Bắt đầu từ thế kỷ 16, người Tây Ban Nha (và sau đó là người Pháp và người Anh) đã mang Công giáo tới Hoa Kỳ. Từ thế kỷ 19 đến nay, người Công giáo di cư đến Hoa Kỳ với số lượng lớn chủ yếu là dân nhập cư bao gồm các dân tộc như người Ý, người gốc Tây Ban Nha, người Bồ Đào Nha, người Pháp, người Ba Lan, người Ái nhĩ lan, người Scot vùng thượng, người Hà Lan, người Flemish, người Hungary, người Đức, người Lebanon (Maronite) các nhóm dân tộc khác.
Chính thống giáo Đông phương đã được các dân tộc như người Hy Lạp, người Ukraina, người Armenia, và các nhóm di dân khác mang đến nước Mỹ.

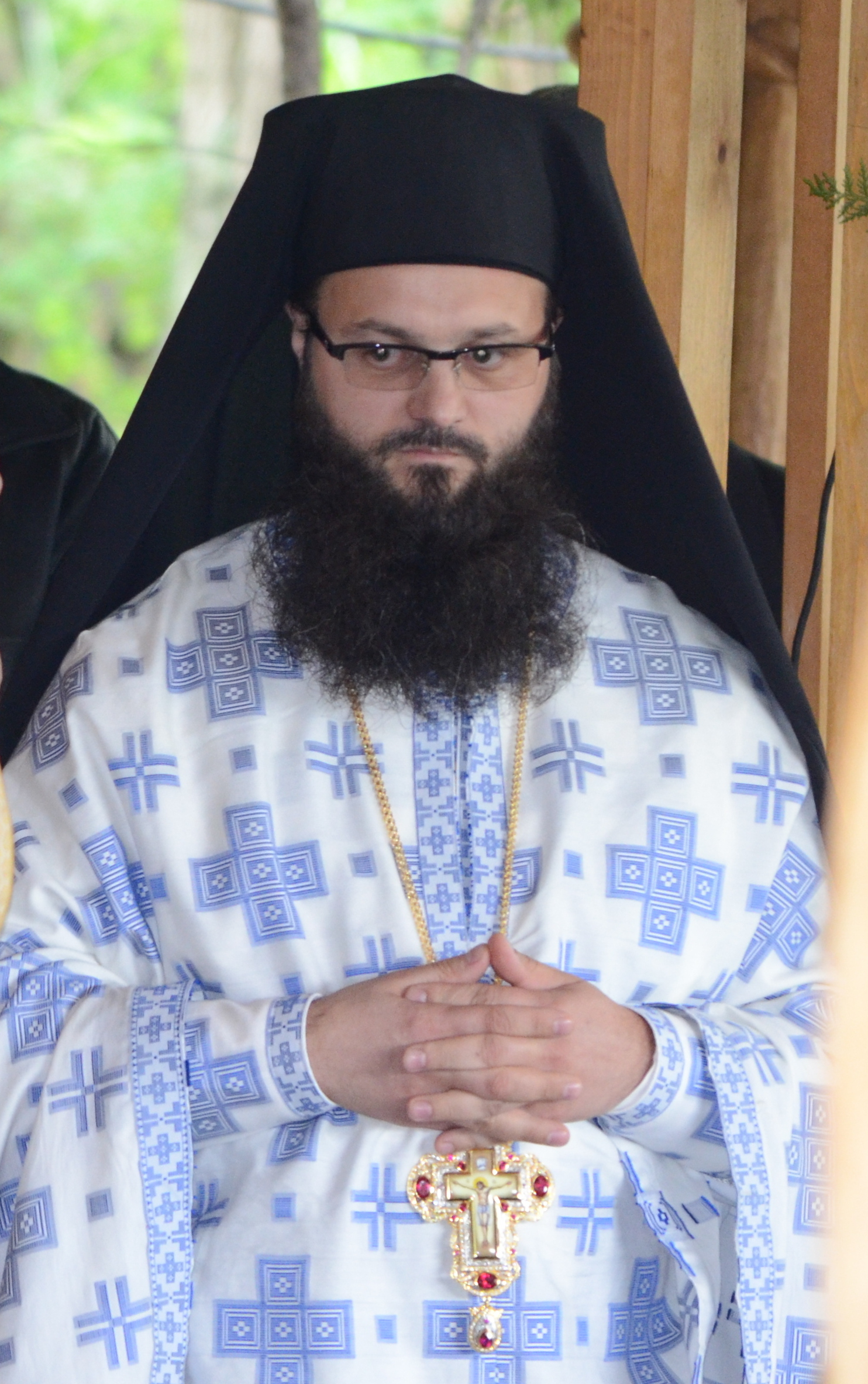
Linh mục Chính thống giáo Đông phương

Một số môn phái Ki tô giáo khác đã được sáng lập trong kỷ nguyên Đại Tỉnh thức ở Hoa Kỳ. Liên minh giữa hai đại môn phái Tin Lành là Phong trào Tin Lành và Phong trào Ngũ Tuần đã kết hợp; môn phái Tin Lành mới như Phong trào Phục lâm cũng ra đời. Các phong trào phi môn phái như Phong Trào Hồi Sinh (theo thời gian tách ra thành các Giáo hội của Chúa Kitô, các nhà thờ Kitô hữu và nhà thờ của Chúa Kitô, và Hội Thánh Cơ Đốc Giáo (Các môn đồ của Chúa Kitô)); Nhân Chứng Giê-hô-va (được gọi là "Sinh viên Kinh thánh" vào cuối thế kỷ 19); và Giáo hội các Thánh hữu Ngày sau của Chúa Giê Su Ky Tô.
Sức mạnh và quyền lực của các môn phái khác nhau cũng rất khác nhau tùy vào các vùng khác nhau của đất nước Mỹ, với các vùng nông thôn miền Nam thì có rất nhiều người Tin lành, nhưng rất ít người Công giáo (ngoại trừ Louisiana và Bờ Vịnh, và từ các cộng đồng Hispanic, trong đó chủ yếu là người Công giáo), trong khi các khu vực đô thị hoá của các bang Bắc Đại Tây Dương và Great Lakes, cũng như nhiều thị trấn công nghiệp và lò khai thác mỏ, chủ yếu là những giáo dân Công giáo, mặc dù vẫn còn khá đa dạng chủng tộc, đặc biệt là các cộng đồng người Mỹ gốc Phi Châu theo Tin Lành. Năm 1990, gần 72% dân số Utah là Mormon, cũng như 26% dân số lân cận ở vùng Idaho. Giáo hội Luther thì nổi bật nhất ở vùng Trung Tây Thượng, với North Dakota có tỉ lệ người Luther cao nhất (35% theo điều tra năm 2001).
Tôn giáo lớn nhất nước Mỹ là Cơ đốc giáo thì giảm dần từ năm 1990. Trong khi số lượng Kitô hữu tuyệt đối tăng từ năm 1990 đến năm 2008, tỷ lệ Kitô hữu đã giảm từ 86% xuống còn 76%.
Một cuộc phỏng vấn qua điện thoại toàn quốc với 1.002 người trưởng thành do The Barna Group tiến hành cho thấy 70% người trưởng thành Mỹ tin rằng Thiên Chúa là "người mạnh nhất người biết tất cả mọi sự là đấng sáng tạo toàn vũ trụ, người vẫn cai trị thế giới ngày nay", và 9% người trưởng thành và 0.5% người trưởng thành trẻ tuổi đã nắm giữ điều mà cuộc khảo sát được định nghĩa như là một "thế giới quan kinh thánh".
Các đệ tử của những môn phái Ki tô giáo như Episcopalian, Giáo hội Trưởng Nhiệm, Chính thống giáo Đông phương, United Church of Christ có số lượng người có trình độ tốt nghiệp trung học và đào tạo sau đại học cao nhất theo đầu người của tất cả các môn phái Kitô giáo ở Hoa Kỳ, cũng như những người có thu nhập cao nhất kiếm được nhiều tiền bạc nhất. Tuy nhiên, do kích cỡ hoặc nhân khẩu học của người Công giáo, nhiều người Công giáo cá tính có bằng cấp đại học và nằm trong nhóm có thu nhập cao nhất so với các cá nhân thuộc cộng đồng tôn giáo khác.

### Hồi giáo

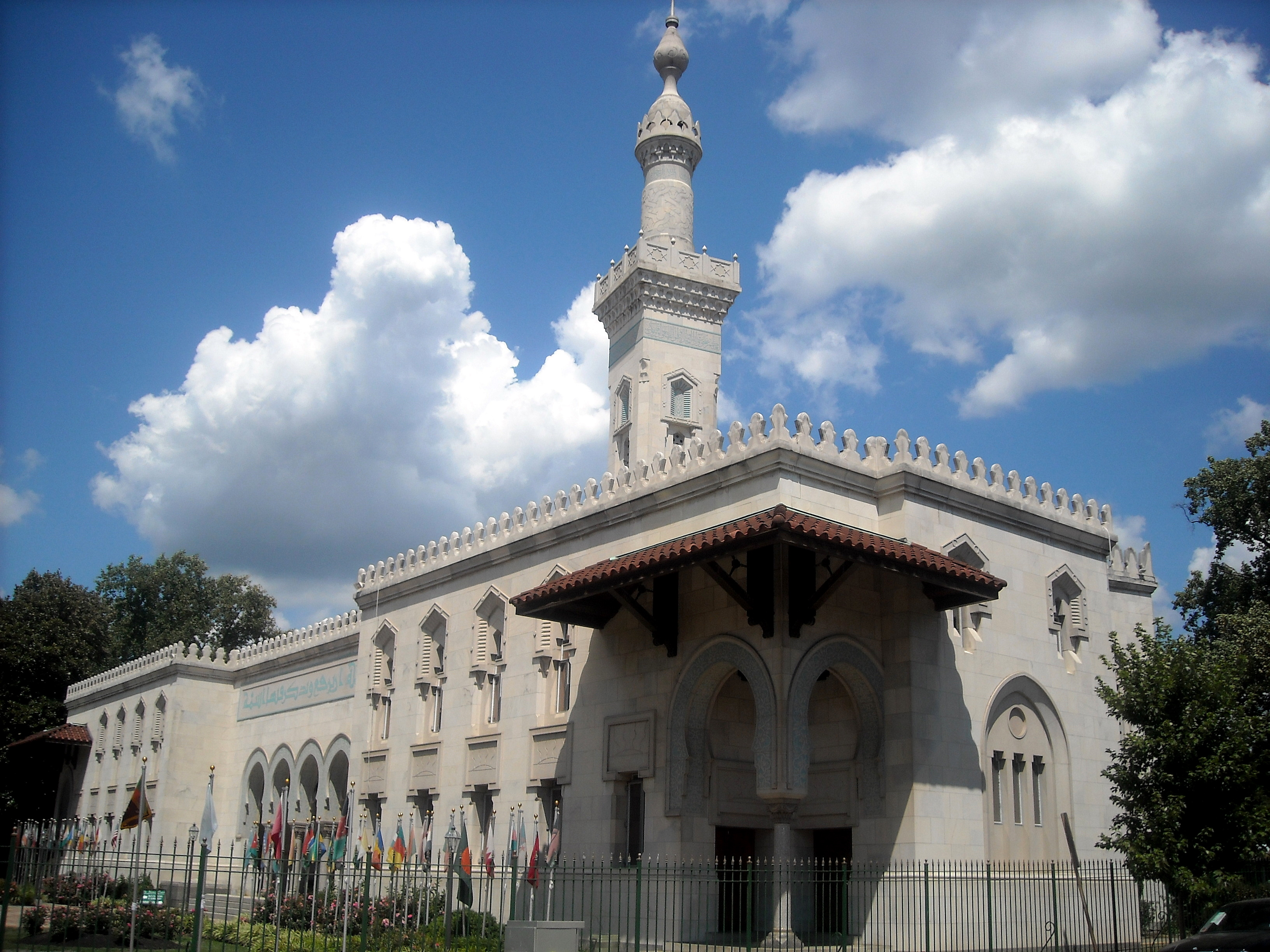
Trung tâm Hồi giáo Washington ở thủ đô Hoa Kỳ là một Trung tâm Hồi giáo hàng đầu của Mỹ.

Hồi giáo được du nhập vào Hoa Kỳ với các người nô lệ từ châu Phi. Khoảng 10% nô lệ từ châu Phi được đưa vào Hoa Kỳ là tín đồ Hồi giáo. Tuy nhiên, hầu hết đều cải đạo theo Kitô giáo và số tín đồ Hồi giáo không đáng kể đến khi những người nhập cư từ các khu vực Ả Rập và Đông Á đông người theo đạo Hồi. Tổ chức Hồi giáo đầu tiên là Cộng động Hồi giáo Ahmadiyya, thành lập năm 1921. Giữa thế kỷ 20, Hồi giáo được biết đến nhiều hơn qua tổ chức Nation of Islam, một nhóm có đông người da đen theo sau thập niên 1940; những thành viên tổ chức này gồm có Malcolm X và Muhammad Ali.
Nghiên cứu cho thấy những người theo Hồi giáo ở Hoa Kỳ có xu hướng hội nhập và giàu có hơn người Hồi giáo ở châu Âu. Tuy nhiên, các cuộc khảo sát cũng cho thấy rằng mức độ hội nhập của họ thấp hơn các cộng đồng văn hóa và tôn giáo khác, đặc biệt là sau vụ tấn công khủng bố 11 tháng 9.
Theo một số nguồn, Hồi giáo là tôn giáo tăng trưởng nhanh nhất tại Hoa Kỳ. Phần lớn độ tăng trưởng này là nhờ vào số người nhập cư và chỉ số sinh đẻ khá cao. Khoảng một phần tư người Hồi giáo là người cải đạo, hầu hết là người Mỹ gốc Phi. Có nhiều tranh cãi về con số tín đồ Hồi giáo tại Hoa Kỳ. Con số cao nhất được chấp nhận là 2,5 triệu vào năm 2009 (0,8% dân số). Một số ngưồn khác ước tính cao đến 6-7 triệu.

### Bahá'í giáo

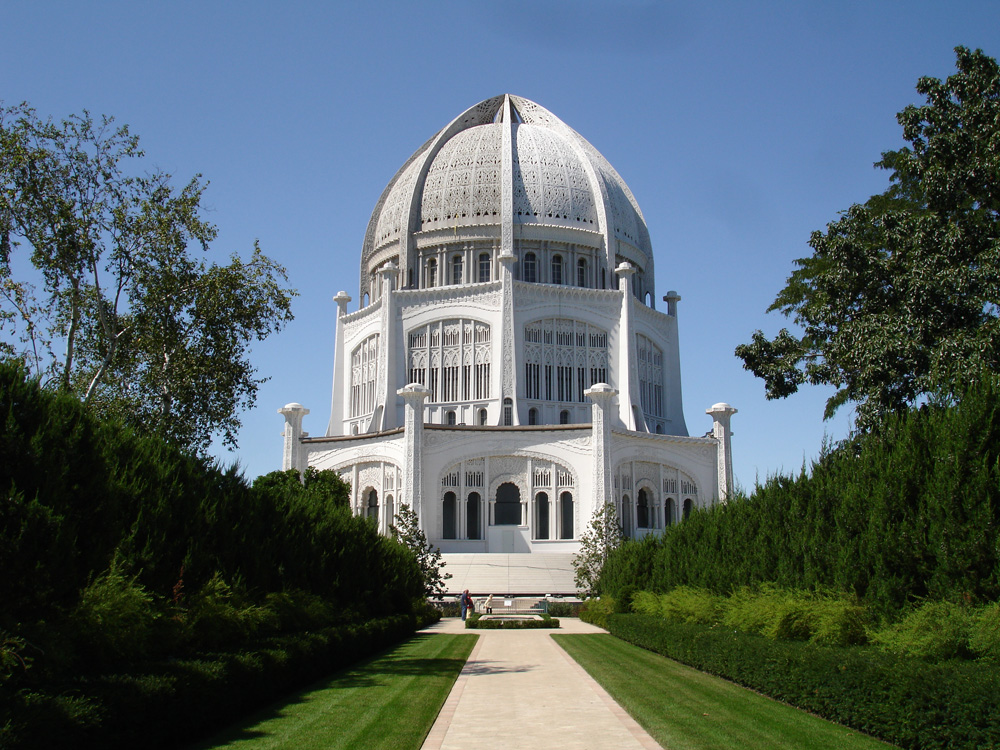
Nhà thờ Bahá'í (xây năm 1953) ở Wilmette, Illinois, là nhà thờ Bahá'í lâu đời nhất và cổ kính nhất trên thế giới và là nhà thờ duy nhất ở Hoa Kỳ.

Quốc gia Hoa Kỳ có lẽ là đất nước có cộng đồng Bahá'i lớn thứ hai trên thế giới. Lần đầu tiên đề cập đến đức tin ở Hoa Kỳ là ở Nghị viện Tôn giáo Thế giới, được tổ chức tại Nhà Triển lãm Columbian ở Chicago vào năm 1893. Năm 1894, Ibrahim George Kheiralla, một người nhập cư đến từ Syria và cũng là tín đồ Bahá'i, ông đã thành lập một cộng đồng ở nước Mỹ. Sau đó ông rời khỏi nhóm chính và ông tự thành lập một phong trào đối thủ. Theo Hiệp hội các nhà thống kê của Tạp chí Tôn giáo Hoa Kỳ xuất bản vào tháng 3 năm 2017, dựa trên dữ liệu từ năm 2010, Bahá'ís là tôn giáo thiểu số lớn nhất ở 80 quận trong số 3143 hạt trong cả nước.

### Rastafari giáo
Những người Rastafarian bắt đầu di dân sang Hoa Kỳ trong những năm 1950, những thập niên năm 60 và 70 từ nơi sinh của tôn giáo bắt đầu từ năm 1930 ở Jamaica Marcus Garvey, người được nhiều người Rastafarian coi là nhà tiên tri, đã nổi lên và nuôi dưỡng nhiều ý tưởng của ổng ở Hoa Kỳ.

### Do Thái giáo

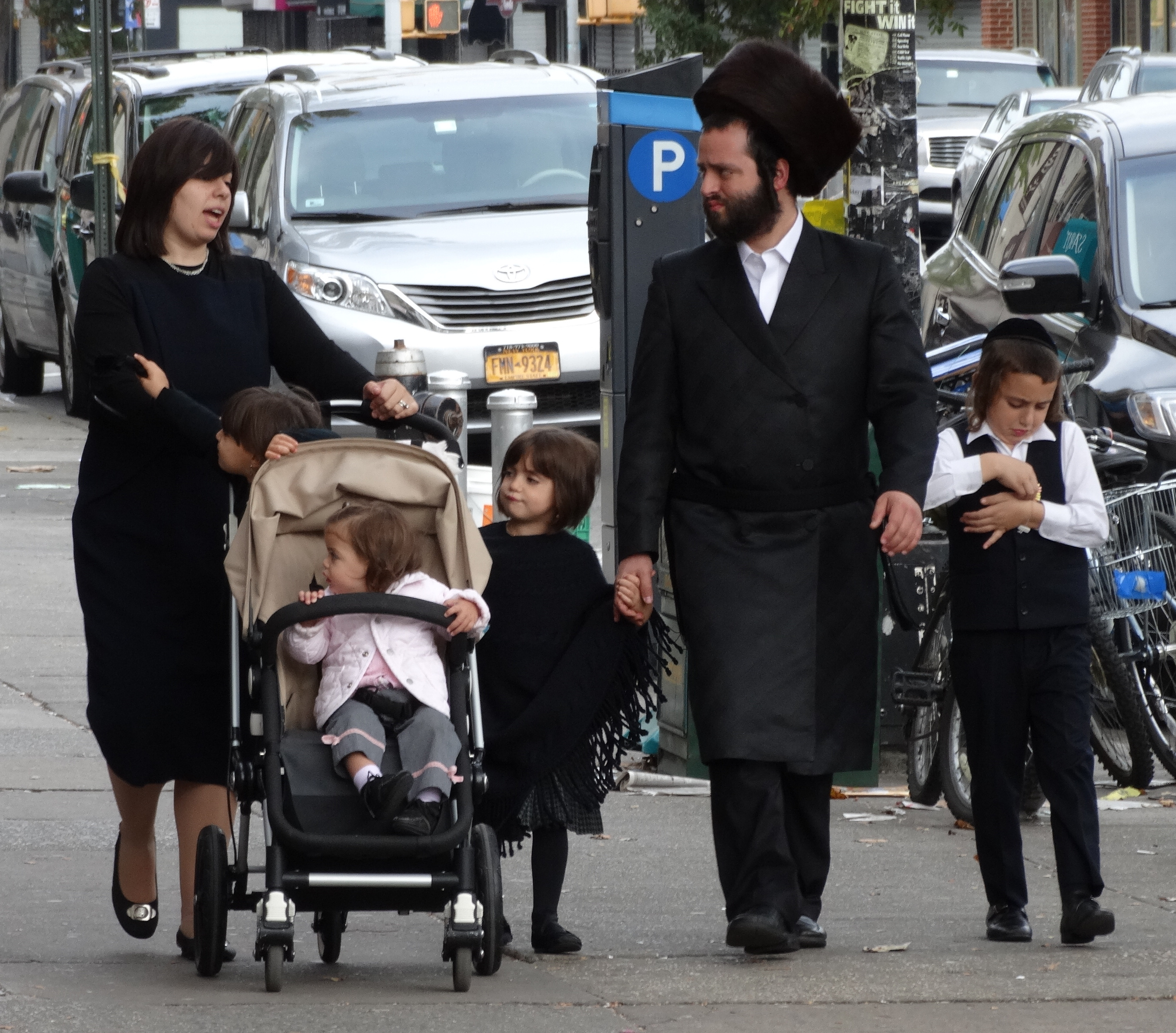
Một gia đình người Do Thái theo đạo Do Thái Giáo Chính Thống đang đi bộ trên đường phố Brooklyn Nữu Ước ở Mỹ

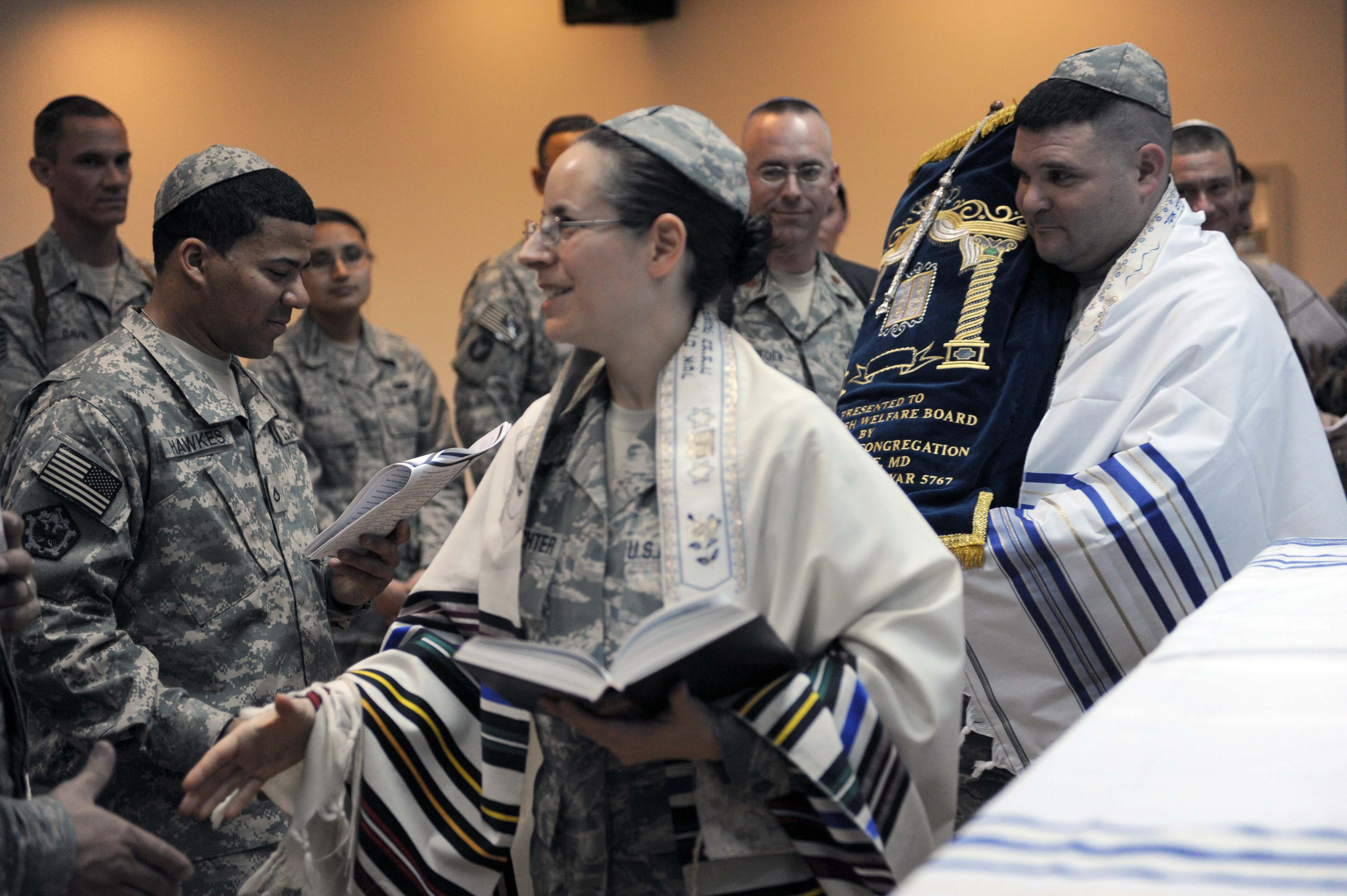
Người Do Thái đi lính Mỹ trong quân đội Hoa Kỳ

Sau Kitô giáo và không tôn giáo, đạo Do Thái giáo là nhóm tôn giáo lớn thứ ba tại Hoa Kỳ, mặc dù những người tự xưng là người Do Thái không nhất thiết theo các phong tục tập quán của đạo Do Thái Giáo. Một con số đông người Mỹ tự coi bản thân mình là người Do Thái căn cứ vào nguồn gốc dân tộc hay bản sắc văn hóa thay vì tôn giáo. Ví dụ, 19% người tự xưng là người Mỹ Do Thái tin rằng Đức Chúa Trời không tồn tại. Một cuộc khảo sát năm 2001 dự đoán rằng có khoảng 5,3 triệu người trưởng thành là người Do Thái, trong đó 2,83 triệu là người theo đạo, 1,08 triệu không theo đạo nào, và 1,36 triệu theo đạo khác. ARIS 2008 ước tính khoảng 2,68 triệu người trưởng thành (1,2%) trong nước xác định Do thái giáo là đức tin của họ.

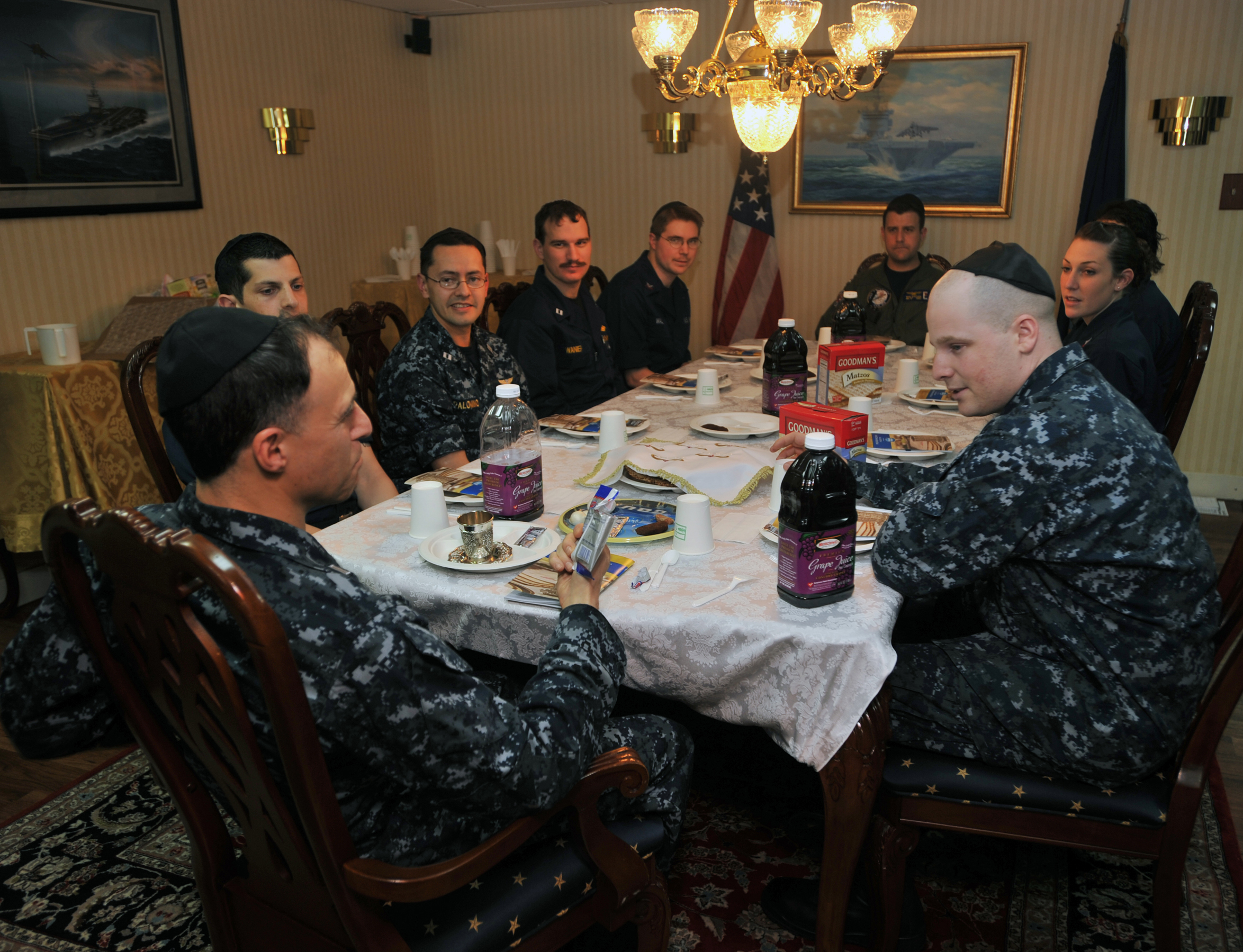
Các tín đồ người do thái phục vụ trong quân đội Mỹ

Người Do Thái đã sinh sống ở Hoa Kỳ từ thế kỷ thứ 17, các cộng đồng Do thái Tây Âu bắt đầu với số lượng nhỏ lẻ tẻ và từ từ phát triển, nhưng người Do Thái không nhập cư đông đảo bằng số lượng người nhập cư lớn vào thế kỷ thứ 19, làn sóng nhập cư đông đảo của người do thái đến nước Mỹ bắt đầu xảy ra kể từ khi Đạo luật Plantation Act 1740 được thi hành vì người do thái bị đàn áp bách hại tại Đông Âu. Cộng đồng Do Thái ở Hoa Kỳ chủ yếu là người Do Thái Ashkenazi, có tổ tiên di cư từ Trung Âu và Đông Âu. Tuy nhiên, có một số nhỏ các cộng đồng người Do Thái Sephardi thế hệ cũ có nguồn gốc từ Iberia (Tây Ban Nha, Bồ Đào Nha và Bắc Phi). Cũng có những người Do Thái Mizrahi (từ Trung Đông, Caucasia và Trung Á), cũng như số lượng các cộng đồng do thái nhỏ hơn của những sắc tộc khác của người Do Thái như người do thái Ethiopia, người Do Thái Ấn Độ, người Do Thái khai phong và những người khác từ các dân tộc thiểu số khác nhau của người Do Thái. Khoảng 25% nhóm người Do Thái ở Mỹ sống tại Thành phố Nữu Ước.
Theo Hiệp hội thống kê của tạp chí Tôn giáo Hoa Kỳ xuất bản tháng 3 năm 2017, dựa trên dữ liệu từ năm 2010, người Do Thái là tôn giáo thiểu số lớn nhất trong 231 quận trong số 3143 hạt trong cả toàn quốc. Theo một cuộc điều tra năm 2014 được tiến hành bởi Diễn đàn Pew về Tôn giáo và Cuộc sống Công cộng, 1,7% người trưởng thành ở Hoa Kỳ xác định đạo Do Thái giáo là tôn giáo của chính bản thân họ. Trong số những người được khảo sát, 44% nói rằng họ là người Cải cách Do Thái giáo, 22% nói rằng họ là người Do Thái bảo thủ, và 14% nói rằng họ là người Do Thái chính thống. Theo Khảo sát Dân số Do Thái năm 1990, 38% người Do Thái thuộc dòng truyền thống Cải cách, 35% là người do thái bảo thủ, 6% là người do thái chính thống, 1% là người do thái tái thiết, 10% liên quan đến một số truyền thống do thái khác, và 10% nói họ chỉ là người Do Thái.
Báo cáo của Trung tâm Nghiên cứu Pew về Do thái giáo Hoa Kỳ được công bố vào tháng 10 năm 2013 cho thấy 22% người Do Thái nói rằng họ "không tôn giáo" và đa số những người trả lời không coi tôn giáo như là yếu tố chính yếu cho bản sắc dân tộc Do Thái. 62% người Do Thái tin rằng bản sắc dân tộc Do thái chủ yếu dựa vào tổ tiên và văn hoá, chỉ có 15% người Do Thái cho đó là tôn giáo. Trong số những người Do thái đã cho biết đạo Do Thái giáo là tôn giáo của họ, 55% cho rằng bản sắc của người Do Thái dựa trên nguồn gốc tổ tiên và phong tục văn hóa, và 66% người Do Thái thì không cho rằng niềm tin vào Đức Chúa Trời không phải là điều thiết yếu trong Do thái giáo.
Một nghiên cứu năm 2009 ước tính dân số Do Thái (bao gồm cả những người tự cho mình là người Do Thái theo tôn giáo và những người tự cho mình là người Do Thái trong các điều kiện và yếu tố thuộc về văn hoá hoặc chủng tộc) là từ 6,0 đến 6,4 triệu người Do Thái. Theo một nghiên cứu được thực hiện năm 2000 có khoảng 6,14 triệu người Do Thái trong nước, chiếm khoảng 2% tổng dân số.
Theo Cuộc Điều tra Dân số Người Do Thái năm 2001, 4,3 triệu người trưởng thành là người Do Thái ở Hoa Kỳ có một số liên hệ chặt chẽ với cộng đồng Do Thái, cho dù là tôn giáo hay văn hoá. Tính chất Do Thái thường được coi là một sắc tộc cũng như tôn giáo. Trong số 4,3 triệu người Do Thái ở Mỹ diễn tả bản thân là "kết nối chặt chẽ" với Do thái giáo, hơn 80% người do thái có một số hoạt động tích cực với Do thái giáo, từ việc tham dự các buổi cầu nguyện hàng ngày cho đến việc tham dự lễ vượt qua hoặc đốt nến sáng vào ngày lễ chanukah. Cuộc khảo sát cũng phát hiện ra rằng người Do Thái ở vùng Đông Bắc và Trung Tây thường thực hành tôn giáo nhiều hơn người Do Thái ở phương Nam hay phương Tây.
Theo điều tra dân số năm 2008, tổng số người Do Thái là 6.489.000 , tăng lên từ 6.141.325 năm 2000. Cộng đồng người Do Thái ở nước Mỹ thì có thu nhập cao hơn mức trung bình và là một trong những cộng đồng tôn giáo được giáo dục và đào tạo tốt nhất chất lượng cao nhất tại Hợp chúng quốc Hoa Kỳ.